# Институты РАН
В настоящем списке перечислены институты, научно-исследовательские центры, обособленные лаборатории, другие научные организации, входящие в структуру Российской академии наук. Организации сгруппированы по принадлежности к тематическим и региональным отделениям.
Список полный, составлен по официальным данным РАН по состоянию на 1.01.2010 г., включает 653 организации.
В рамках реформы государственных академий наук (2013—2018) к РАН были присоединены медицинская (РАМН) и сельскохозяйственная (РАСХН) академии, а учреждения «расширившейся» РАН переданы Федеральному агентству научных организаций (ФАНО России). В мае 2018 г. ФАНО было упразднено и его управленческие функции перешли к Министерству науки и высшего образования.
В середине 2014 года утверждённый список учреждений ФАНО России насчитывал 1010 названий. Перечень ниже не содержит наименований организаций, до реформы относившихся к РАМН или РАСХН. Кроме того, произошла реорганизация тематических отделений РАН — сейчас их 13.

## Тематические отделения РАН

### Отделение математических наук

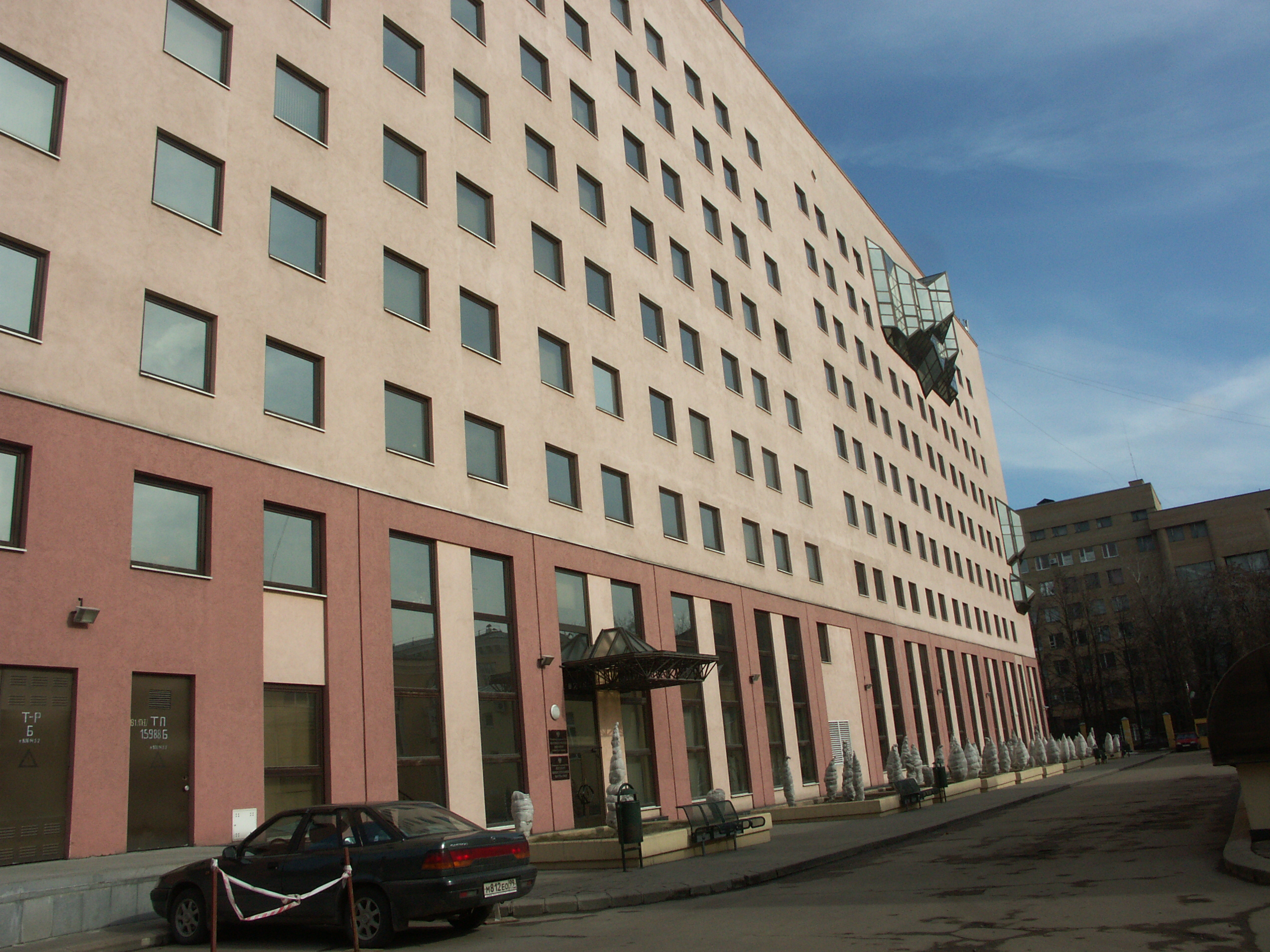
Математический институт им. В. А. Стеклова РАН

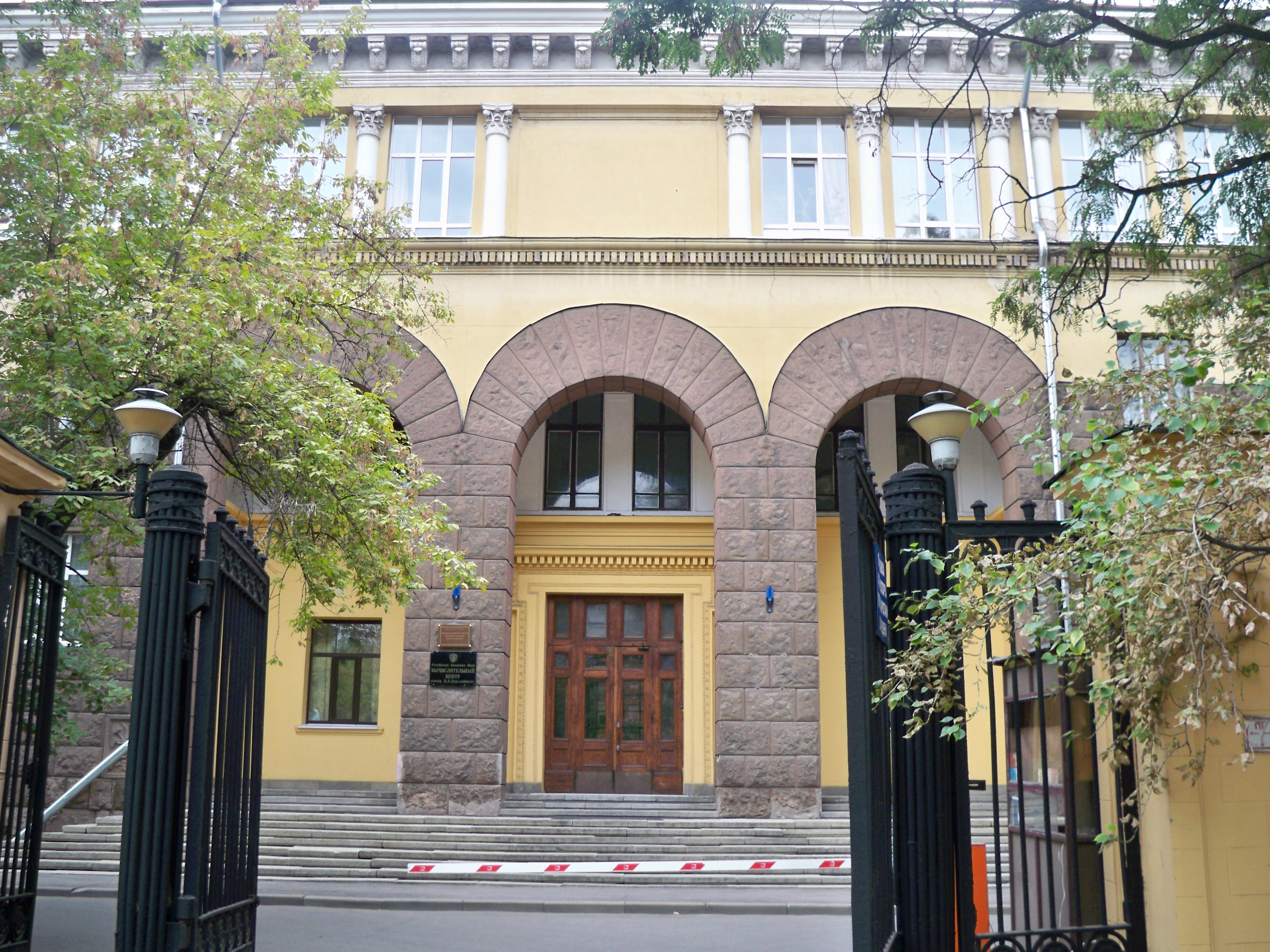
Вычислительный центр им. А. А. Дородницына РАН

- Вычислительный центр им. А. А. Дородницына РАН (1955 - 1.06.2015)
- Институт автоматизации проектирования РАН
  - Российско-Индийский центр компьютерных исследований
- Институт вычислительной математики им. Г. И. Марчука РАН
- Институт математики с Вычислительным центром УНЦ РАН
- Институт математических проблем биологии РАН
- Институт математического моделирования РАН
- Институт прикладной математики им. М. В. Келдыша РАН
- Институт системного программирования РАН
- Математический институт им. В. А. Стеклова РАН
- Санкт-Петербургское отделение Математического института имени В. А. Стеклова РАН
  - Международный математический институт им. Леонарда Эйлера

### Отделение физических наук

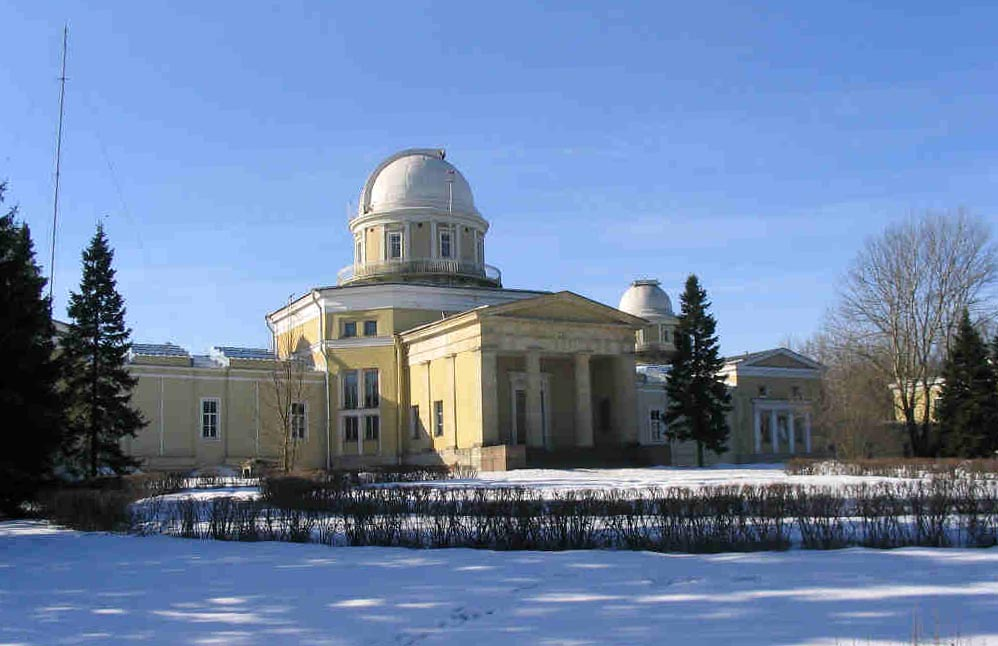
Главная астрономическая обсерватория РАН

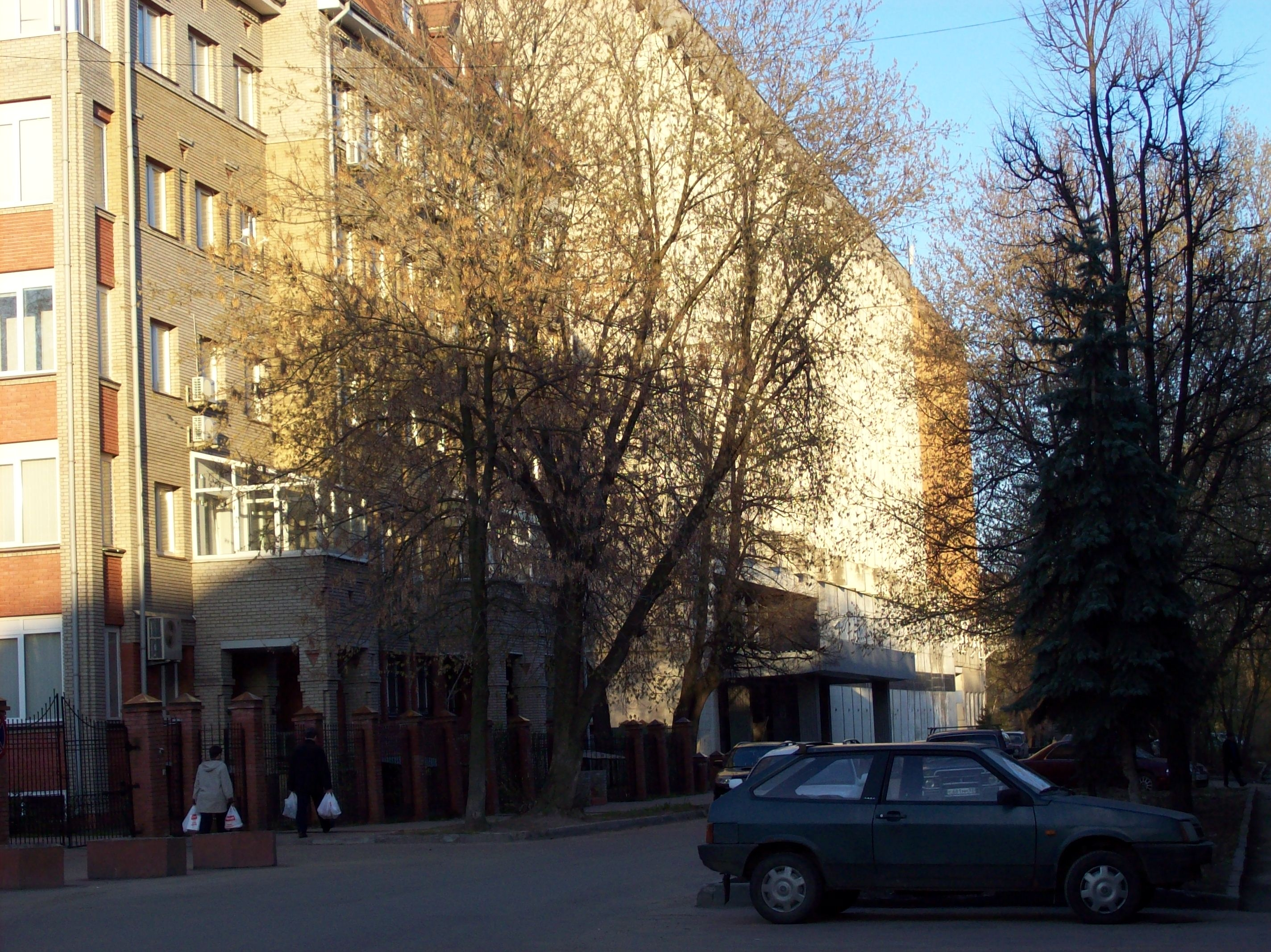
Институт прикладной физики РАН

Петербургский институт ядерной физики РАН

Институт спектроскопии РАН

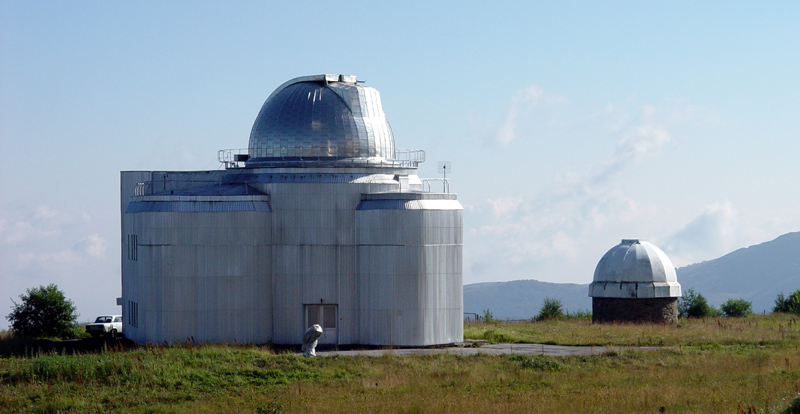
Специальная астрофизическая обсерватория РАН

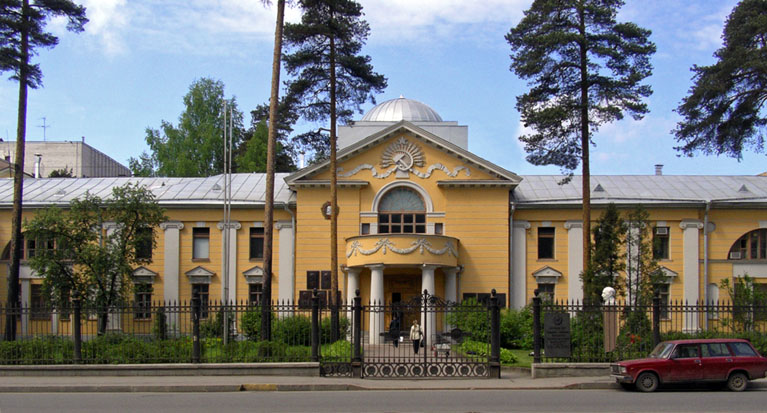
Физико-технический институт им. А. Ф. Иоффе РАН

- Главная астрономическая обсерватория РАН (Пулковская обсерватория)
  - Кисловодская горная астрономическая станция
- Институт астрономии РАН (ИНАСАН) 
  - Звенигородская обсерватория
  - Терскольский филиал ИНАСАН
- Институт земного магнетизма, ионосферы и распространения радиоволн им. Н. В. Пушкова РАН (ИЗМИРАН)
  - Владикавказское отделение ИЗМИРАН
  - Западное отделение ИЗМИРАН
  - Санкт-Петербургский филиал ИЗМИРАН
- Институт космических исследований РАН
- Институт кристаллографии им. А. В. Шубникова РАН
- Институт общей физики им. А. М. Прохорова РАН
  - Научный центр волновых исследований ИОФ РАН
  - Научный центр лазерных материалов и технологий ИОФ РАН
  - Центр естественно-научных исследований ИОФ РАН
  - Центр физического приборостроения ИОФ РАН
- Институт прикладной астрономии РАН
- Институт прикладной физики РАН
  - Отделение гидрофизики и гидроакустики ИПФ РАН
  - Отделение нелинейной динамики и оптики ИПФ РАН
  - Отделение физики плазмы и электроники больших мощностей ИПФ РАН
- Институт радиотехники и электроники им. В. А. Котельникова РАН
  - Саратовский филиал ИРЭ РАН
  - Ульяновский филиал ИРЭ РАН
  - Фрязинский филиал ИРЭ РАН
- Институт спектроскопии РАН
- Институт теоретической физики им. Л. Д. Ландау РАН
- Институт физики высоких давлений им. Л. Ф. Верещагина РАН
- Институт физики микроструктур РАН
- Институт физики твёрдого тела РАН
- Институт физических проблем им. П. Л. Капицы РАН
- Институт ядерных исследований РАН
  - Баксанская нейтринная обсерватория
- Казанский физико-технический институт им. Е. К. Завойского РАН
- Научный центр волоконной оптики РАН
- Петербургский институт ядерной физики им. Б. П. Константинова РАН (с 2013 года не относится к РАН)
  - Отделение молекулярной и радиационной биофизики ПИЯФ РАН
  - Отделение нейтронных исследований ПИЯФ РАН
  - Отделение теоретической физики ПИЯФ РАН
  - Отделение физики высоких энергий ПИЯФ РАН
- Специальная астрофизическая обсерватория РАН
  - Московский отдел Специальной астрофизической обсерватории РАН
- Физико-технический институт им. А. Ф. Иоффе РАН
- Физический институт им. П. Н. Лебедева РАН
  - Астрокосмический центр ФИАН
  - Нор-Амбердская высокогорная научная станция ФИАН
  - Отделение квантовой радиофизики им. Н.Г. Басова ФИАН
  - Отделение оптики ФИАН
  - Отделение теоретической физики им. И.Е. Тамма ФИАН
  - Отделение физики твердого тела ФИАН
  - Отделение ядерной физики и астрофизики ФИАН
  - Самарский филиал ФИАН
  - Троицкий филиал ОКБ ФИАН
  - Тянь-Шаньская высокогорная научная станция ФИАН

### Отделение энергетики, машиностроения, механики и процессов управления
- Институт машиноведения им. А. А. Благонравова РАН 
  - Центр исследований устойчивости и нелинейной динамики при ИМАШ РАН
- Институт механики и машиностроения КазНЦ РАН
- Институт прикладной механики РАН[2]
- Институт проблем безопасного развития атомной энергетики РАН
- Институт проблем машиноведения РАН
- Институт проблем машиностроения РАН
- Институт проблем механики им. А. Ю. Ишлинского РАН
- Институт проблем сверхпластичности металлов РАН [www.imsp.da.ru/]
- Институт проблем точной механики и управления РАН
- Институт проблем транспорта им. Н. С. Соломенко РАН
  - Отдел транспортных проблем ИПТ РАН в Москве
- Институт проблем управления им. В. А. Трапезникова РАН
- Институт проблем управления сложными системами РАН
- Институт теоретической и прикладной электродинамики РАН
- Институт электрофизики и электроэнергетики РАН
- Институт энергетических исследований РАН
- Институт энергетических проблем химической физики РАН
- Научный геоинформационный центр РАН
- Научный центр нелинейной волновой механики и технологии РАН
- Объединённый институт высоких температур РАН 
  - Филиал ОИВТ РАН в Махачкале
  - Шатурский филиал ОИВТ РАН

### Отделение нанотехнологий и информационных технологий

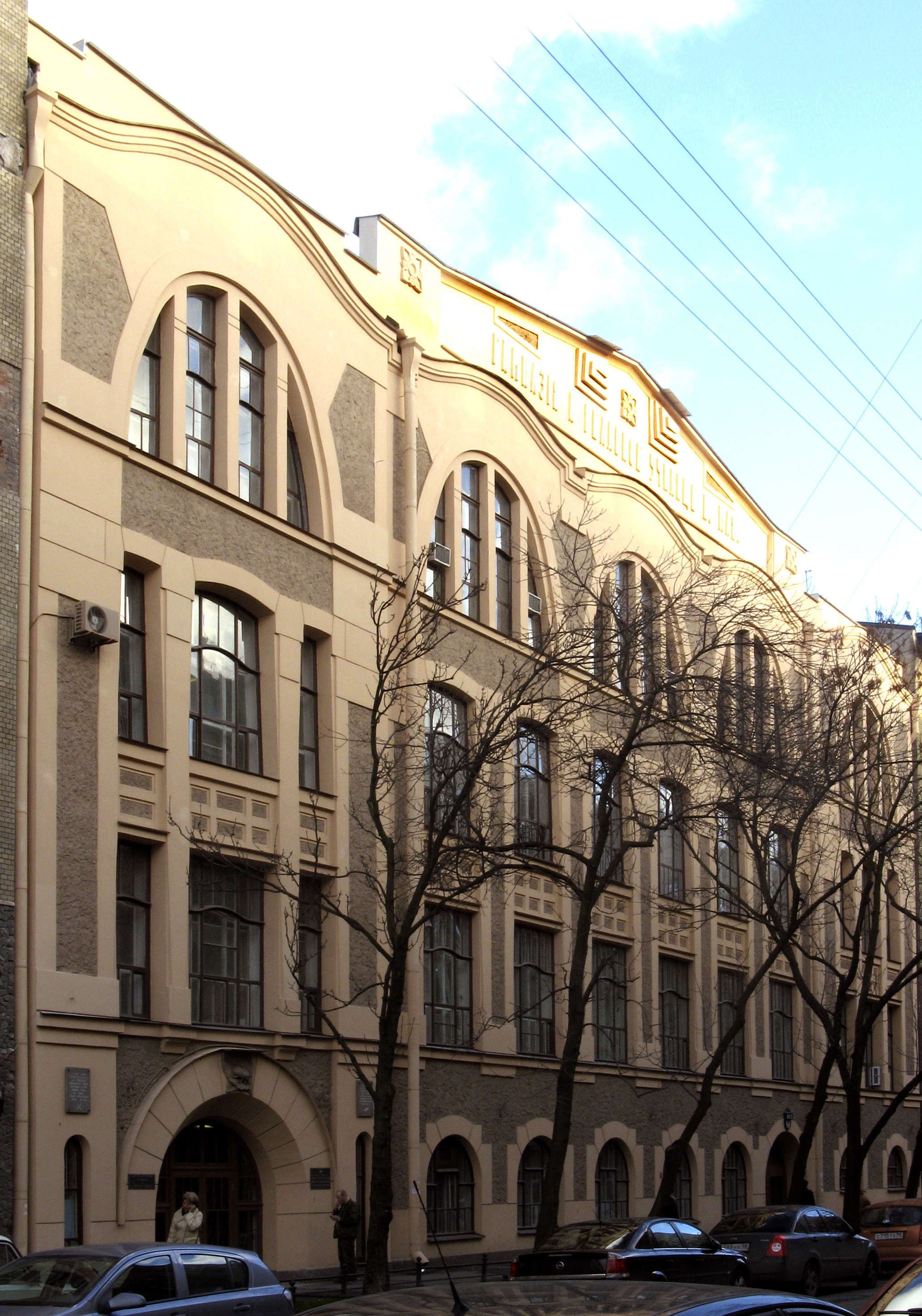
Санкт-Петербургский институт информатики и автоматизации РАН

- Институт аналитического приборостроения РАН
- Институт конструкторско-технологической информатики РАН
- Институт проблем информатики РАН 
  - Калининградский филиал ИПИ РАН
  - Орловский филиал ИПИ РАН
- Институт проблем лазерных и информационных технологий РАН
  - Отделение перспективных лазерных технологий ИПЛИТ РАН
- Институт проблем передачи информации им. А. А. Харкевича РАН
- Институт проблем проектирования в микроэлектронике РАН
- Институт проблем технологии микроэлектроники и особо чистых материалов РАН
- Институт программных систем имени А.К. Айламазяна РАН
- Институт сверхвысокочастотной полупроводниковой электроники РАН
- Институт систем обработки изображений РАН
- Институт системного анализа РАН
- Научно-исследовательский институт системных исследований РАН
  - Центр методов и алгоритмов компьютерного моделирования НИИСИ РАН
- Научно-технологический центр уникального приборостроения РАН
- Научно-технологический центр микроэлектроники и субмикронных гетероструктур РАН
- Научный центр по фундаментальным проблемам вычислительной техники и систем управления РАН
- Санкт-Петербургский институт информатики и автоматизации РАН
- Физико-технологический институт РАН
- Центр информационных технологий в проектировании РАН

### Отделение химии и наук о материалах

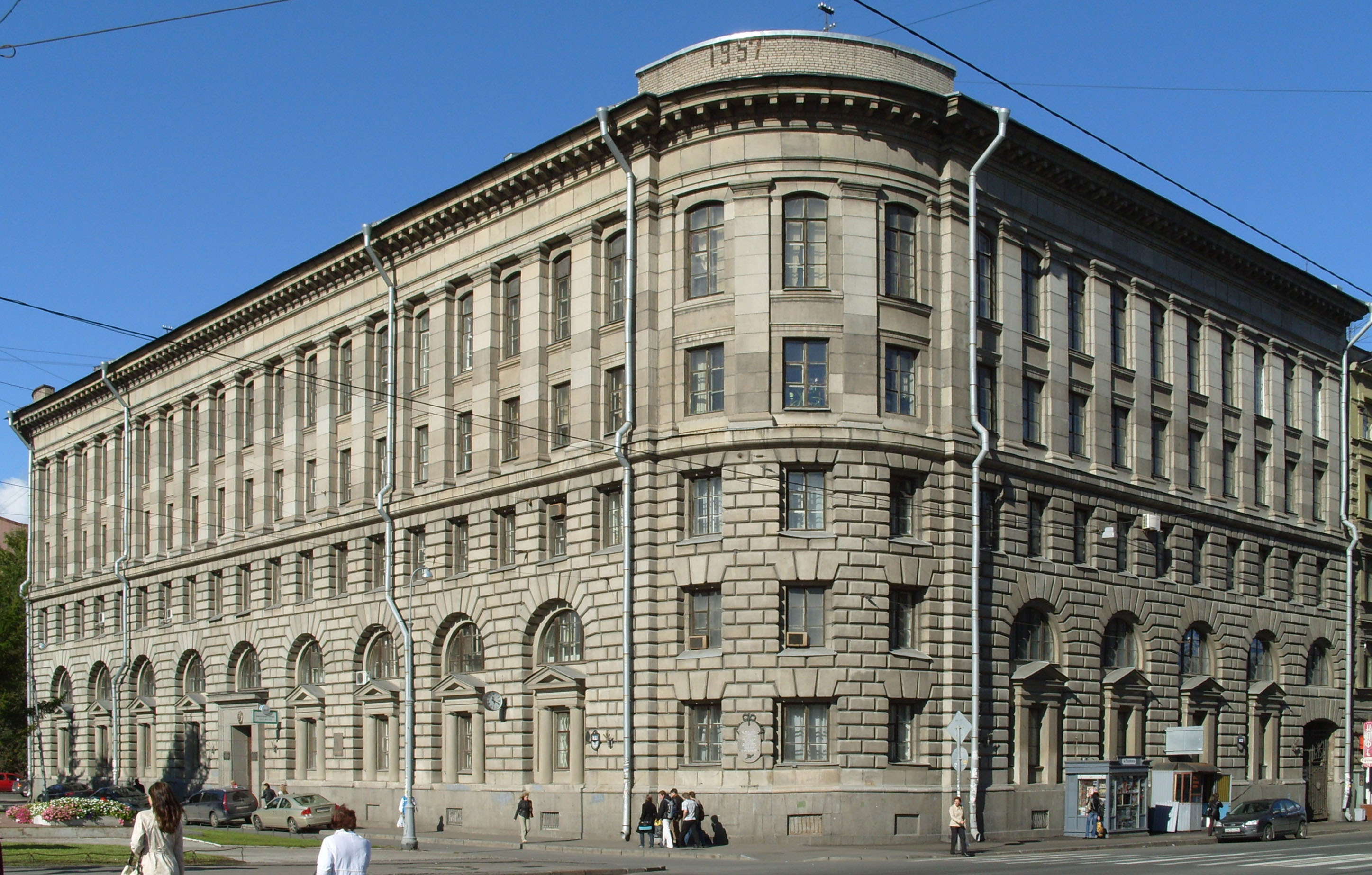
Институт высокомолекулярных соединений РАН

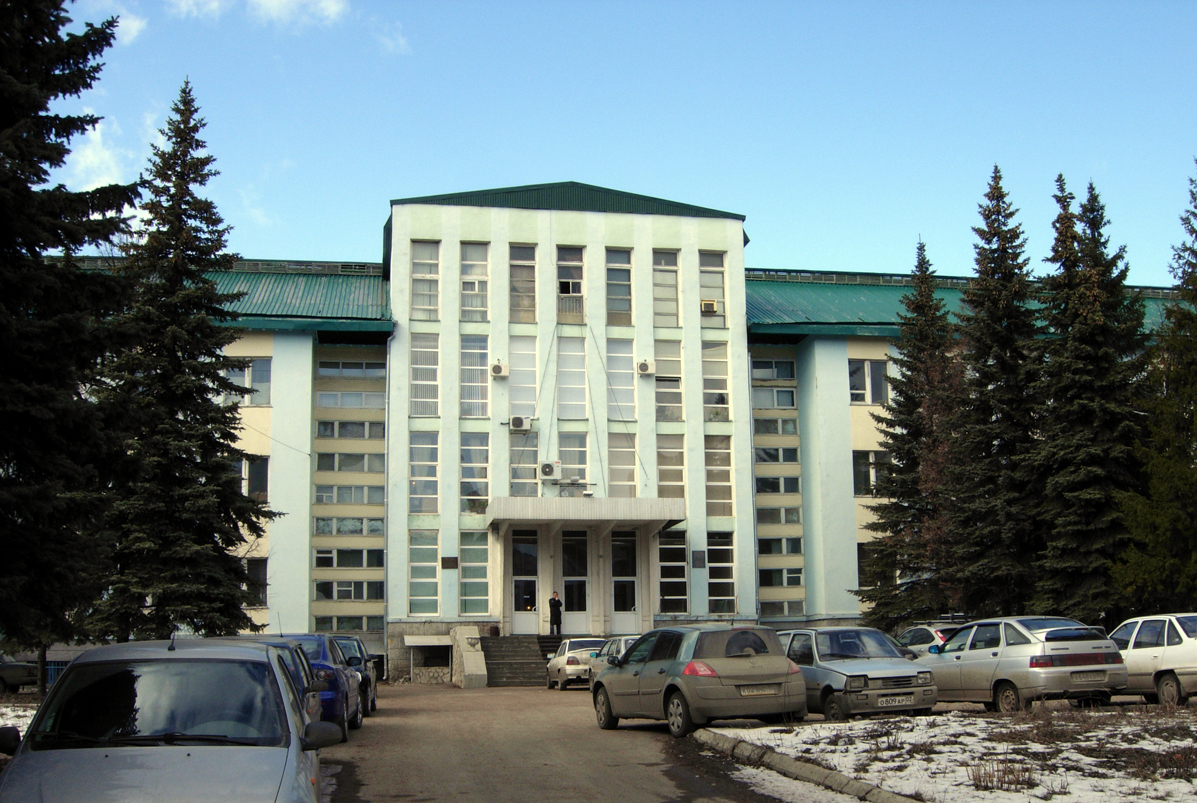
Институт органической химии УНЦ РАН

- Институт биохимической физики им. Н. М. Эмануэля РАН
- Институт высокомолекулярных соединений РАН
- Институт металлоорганической химии им. Г. А. Разуваева РАН
- Институт металлургии и материаловедения им. А. А. Байкова РАН 
  - Волжский филиал ИМЕТ РАН
- Институт нефтехимии и катализа УФИЦ РАН
- Институт нефтехимического синтеза им. А. В. Топчиева РАН 
  - Саратовский отдел ИНХС РАН
- Институт общей и неорганической химии им. Н. С. Курнакова РАН
- Институт органической и физической химии им. А. Е. Арбузова КазНЦ РАН
- Институт органической химии им. Н. Д. Зелинского РАН
- Институт органической химии УНЦ РАН
- Институт проблем химической физики РАН
- Институт синтетических полимерных материалов им. Н. С. Ениколопова РАН
- Институт структурной макрокинетики и проблем материаловедения РАН
- Институт физиологически активных веществ РАН
- Институт физической химии и электрохимии им. А. Н. Фрумкина РАН
- Институт химии высокочистых веществ РАН
- Институт химии растворов РАН
- Институт химии силикатов им. И. В. Гребенщикова РАН
- Институт химической физики им. Н. Н. Семёнова РАН
  - Центр экотоксиметрии ИХФ РАН
- Институт элементоорганических соединений им. А. Н. Несмеянова РАН
- Центр фотохимии РАН

### Отделение биологических наук

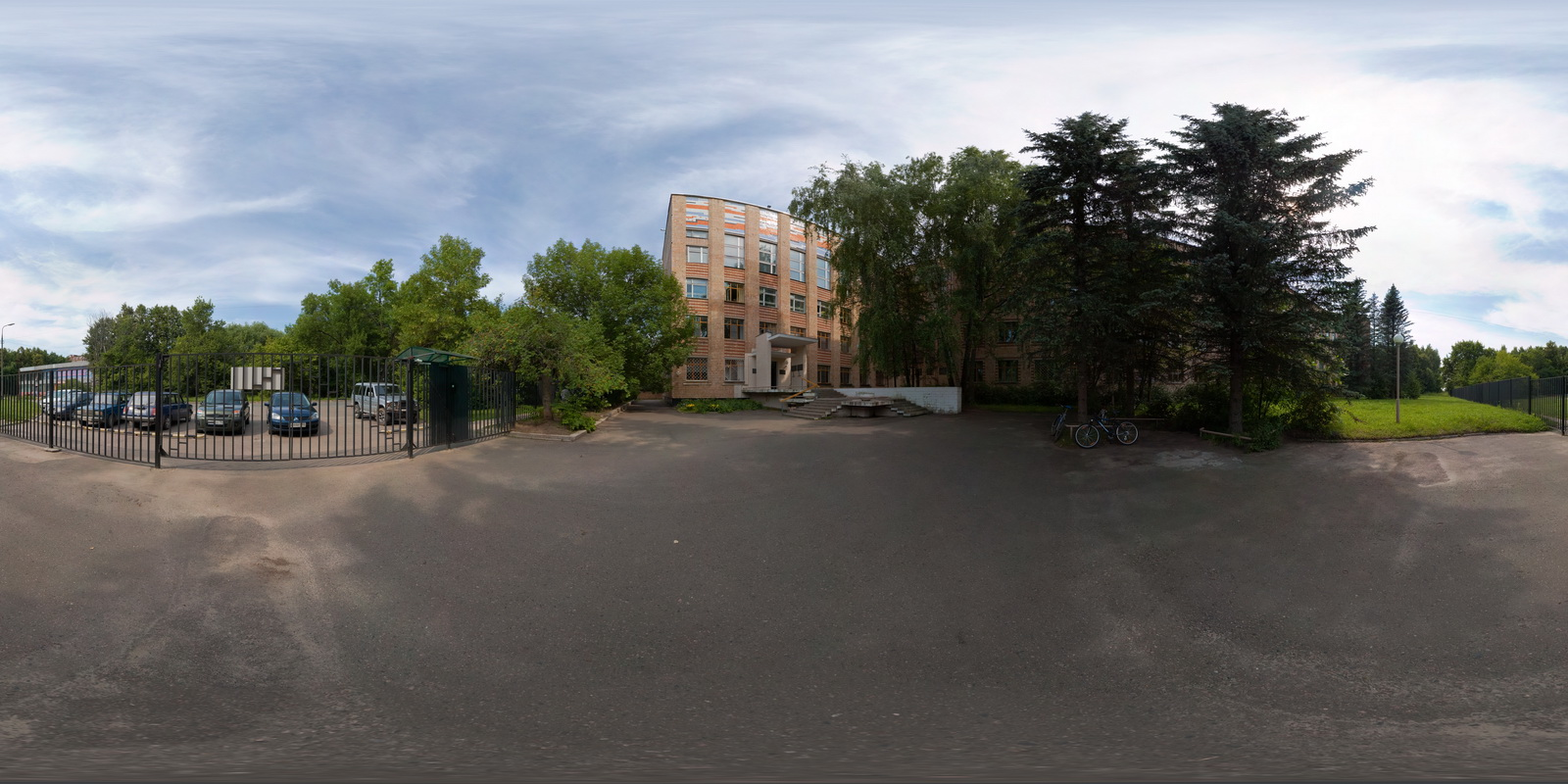
Институт биофизики клетки РАН

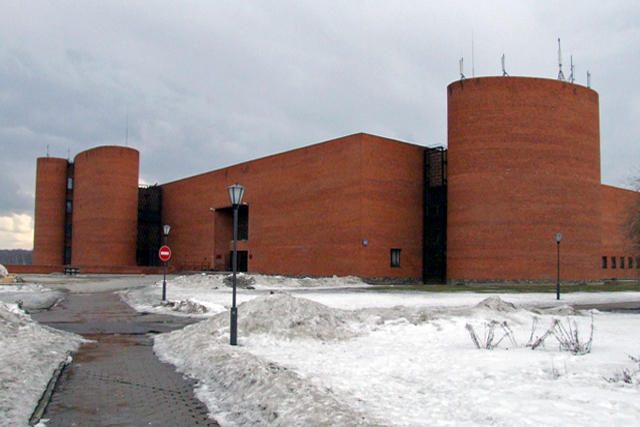
Палеонтологический институт РАН

- Ботанический институт им. В. Л. Комарова РАН
  - Научно-опытная станция «Отрадное» Ботанического института РАН
  - Эколого-ботаническая станция Ботанического института РАН
- Главный ботанический сад им. Н. В. Цицина РАН
  - Научно-экспериментальное хозяйство «Снегири» РАН
  - Чебоксарский филиал Главного ботанического сада РАН
- Зоологический институт РАН
  - Зоологический музей ЗИН РАН
- Институт белка РАН
- Институт биологии внутренних вод им. И. Д. Папанина РАН
  - Музей-аквариум ИБВВ РАН
  - Музей природы ИБВВ РАН
- Институт биологии гена РАН
- Институт биологии развития им. Н. К. Кольцова РАН
- Институт биологического приборостроения РАН
- Институт биоорганической химии им. М. М. Шемякина и Ю. А. Овчинникова РАН
- Институт биофизики клетки РАН
- Институт биохимии и физиологии микроорганизмов им. Г. К. Скрябина РАН
- Институт биохимии и физиологии растений и микроорганизмов РАН
- Институт биохимии им. А. Н. Баха РАН
- Институт высшей нервной деятельности и нейрофизиологии РАН
- Институт лесоведения РАН 
  - Серебряноборское опытное лесничество Института лесоведения РАН
  - Теллермановское опытное лесничество Института лесоведения РАН
- Институт медико-биологических проблем РАН 
  - Центр медико-экологических исследований ИМБП РАН
- Институт микробиологии им. С. Н. Виноградского РАН
- Институт мозга человека им. Н. П. Бехтеревой РАН
- Институт молекулярной биологии им. В. А. Энгельгардта РАН
- Институт молекулярной генетики РАН
- Институт общей генетики им. Н. И. Вавилова РАН 
  - Санкт-Петербургский филиал Института общей генетики РАН
- Институт проблем экологии и эволюции им. А. Н. Северцова РАН
  - Научно-информационный центр кольцевания птиц ИПЭЭ РАН
  - Тропическое отделение ИПЭЭ РАН
  - Центр паразитологии ИПЭЭ РАН
- Институт теоретической и экспериментальной биофизики РАН
- Институт физико-химических и биологических проблем почвоведения РАН
- Институт физиологии им. И. П. Павлова РАН
- Институт физиологии растений им. К. А. Тимирязева РАН
- Институт фундаментальных проблем биологии РАН
- Институт цитологии РАН
- Институт эволюционной физиологии и биохимии им. И. М. Сеченова РАН
- Институт экологии Волжского бассейна РАН
- Казанский институт биохимии и биофизики КазНЦ РАН
- Палеонтологический институт РАН
  - Палеонтологический музей им. Ю. А. Орлова РАН
- Тобольская биологическая станция РАН
- Центр «Биоинженерия» РАН
- Центр по проблемам экологии и продуктивности лесов РАН
- Центр теоретических проблем физико-химической фармакологии РАН

### Отделение наук о Земле
- Геологический институт РАН
- Геофизическая служба РАН
- Геофизический центр РАН
- Государственный геологический музей им. В. И. Вернадского РАН
- Институт водных проблем РАН
- Институт географии РАН
- Институт геологии и геохронологии докембрия РАН
- Институт геологии рудных месторождений, петрографии, минералогии и геохимии РАН
- Институт геохимии и аналитической химии им. В. И. Вернадского РАН
- Институт геоэкологии им. Е. М. Сергеева РАН
- Институт динамики геосфер РАН
- Институт озероведения РАН
- Институт океанологии им. П. П. Ширшова РАН
- Институт проблем комплексного освоения недр РАН
- Институт проблем нефти и газа РАН
- Институт физики атмосферы им. А. М. Обухова РАН
- Институт физики Земли им. О. Ю. Шмидта РАН
- Институт экспериментальной минералогии РАН
- Международный институт теории прогноза землетрясений и математической геофизики РАН
- Минералогический музей им. А. Е. Ферсмана РАН
- Морской гидрофизический институт РАН
- Научная станция РАН в г. Бишкеке

### Отделение общественных наук
Сайт отделения
- Институт аграрных проблем РАН
- Институт Африки РАН
- Институт государства и права РАН 
  - Саратовский филиал Института государства и права РАН
- Институт Китая и современной Азии РАН (до 11.07.2022 Институт Дальнего Востока РАН)
- Институт Европы РАН
- Институт Латинской Америки РАН
- Институт мировой экономики и международных отношений РАН
- Институт народнохозяйственного прогнозирования РАН
- Институт проблем международной безопасности РАН
- Институт проблем региональной экономики РАН
- Институт проблем рынка РАН
- Институт психологии РАН
- Институт США и Канады РАН
- Институт социально-политических исследований РАН
- Институт социально-экономических проблем народонаселения РАН
  - Санкт-Петербургский филиал ИСЭПН РАН
- Институт социально-экономического развития территорий РАН
- Институт социологии РАН
- Институт философии РАН
- Институт экономики РАН
  - Отделение международных экономических и политических исследований ИЭ РАН
- Санкт-Петербургский экономико-математический институт РАН
- Социологический институт РАН
- Центр конфликтологии РАН
- Центр египтологических исследований РАН
- Центральный экономико-математический институт РАН

### Отделение историко-филологических наук
- Институт археологии РАН
- Институт востоковедения РАН
- Институт восточных рукописей РАН
- Институт всеобщей истории РАН

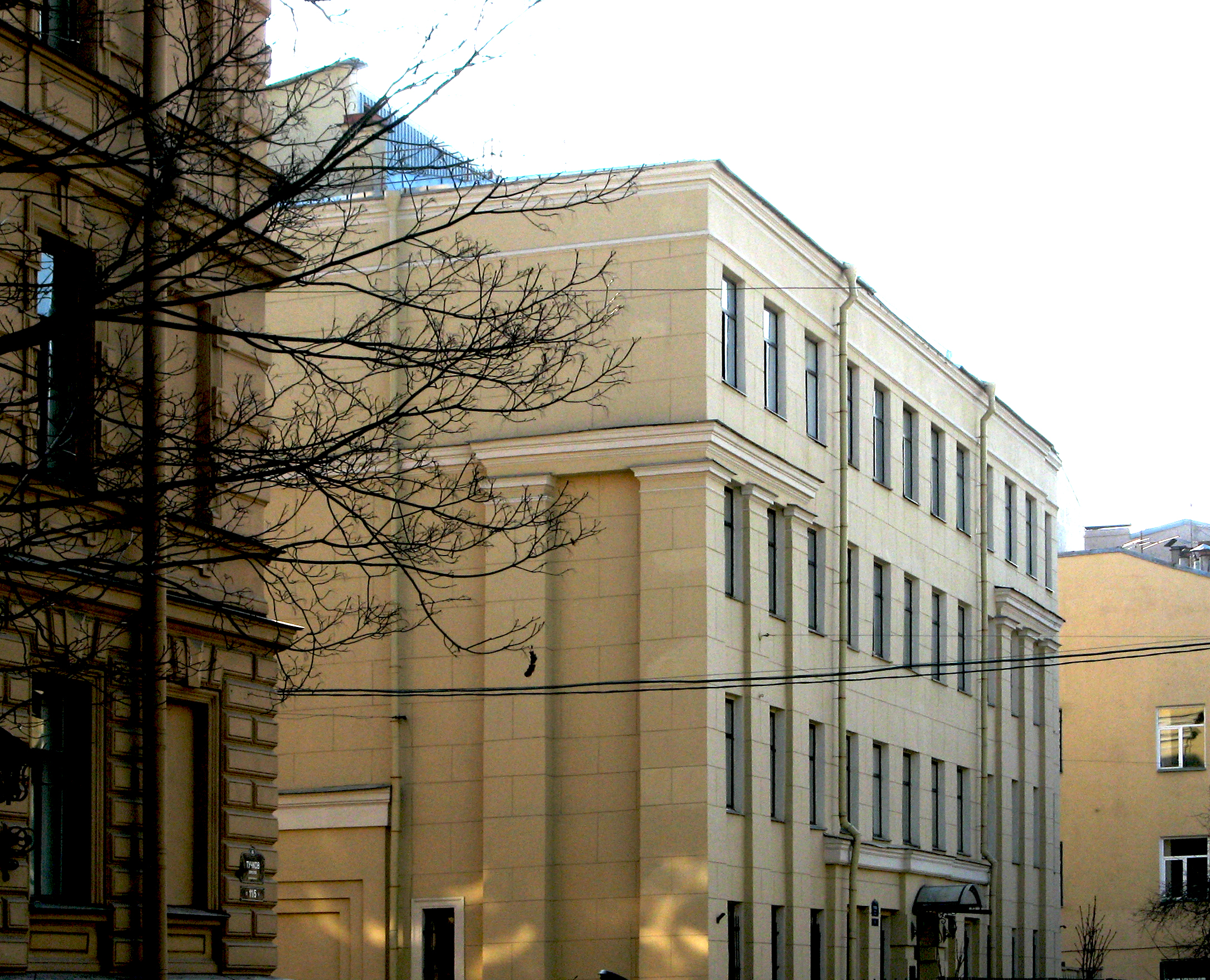
Институт лингвистических исследований РАН

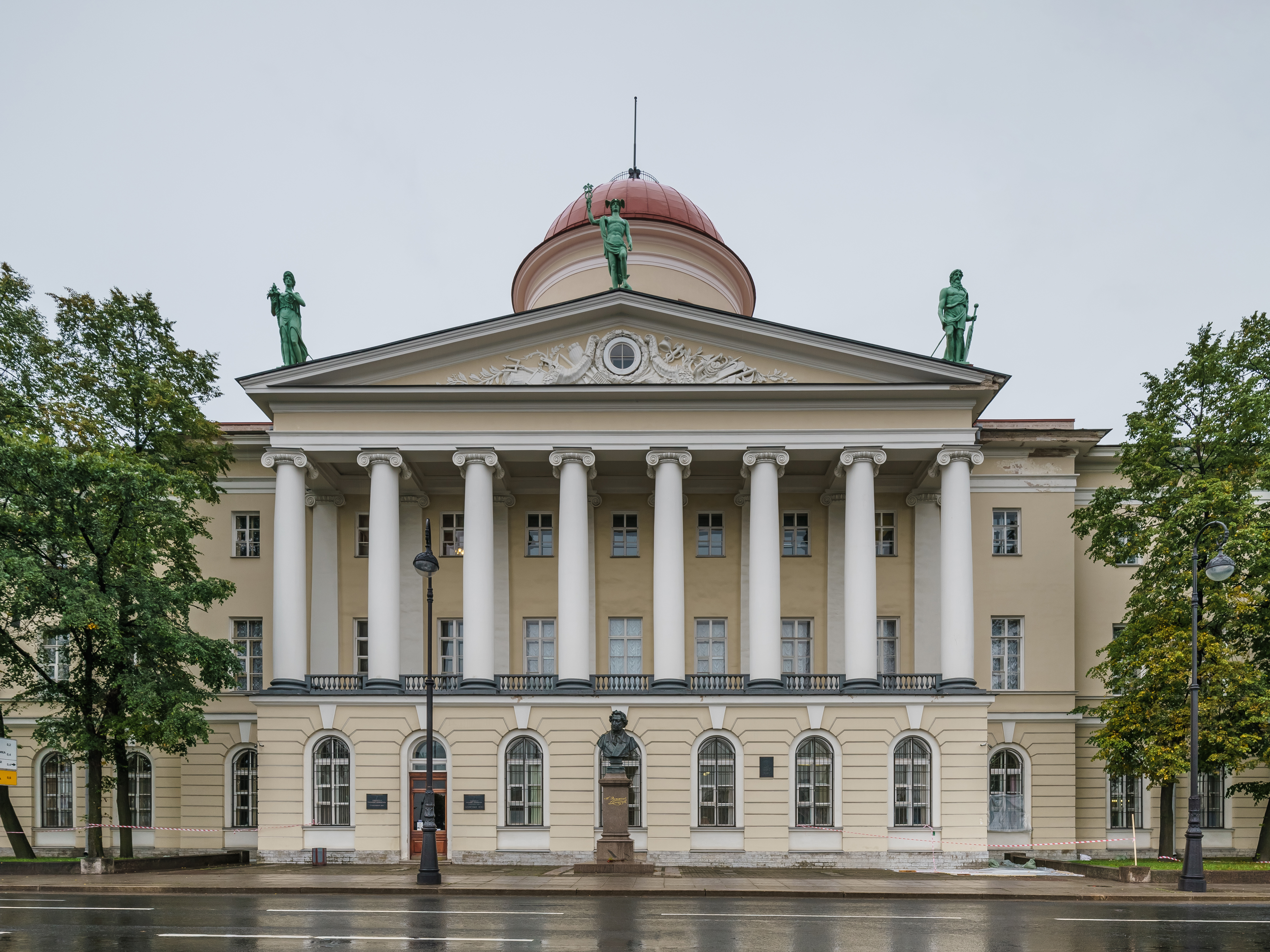
Институт русской литературы РАН

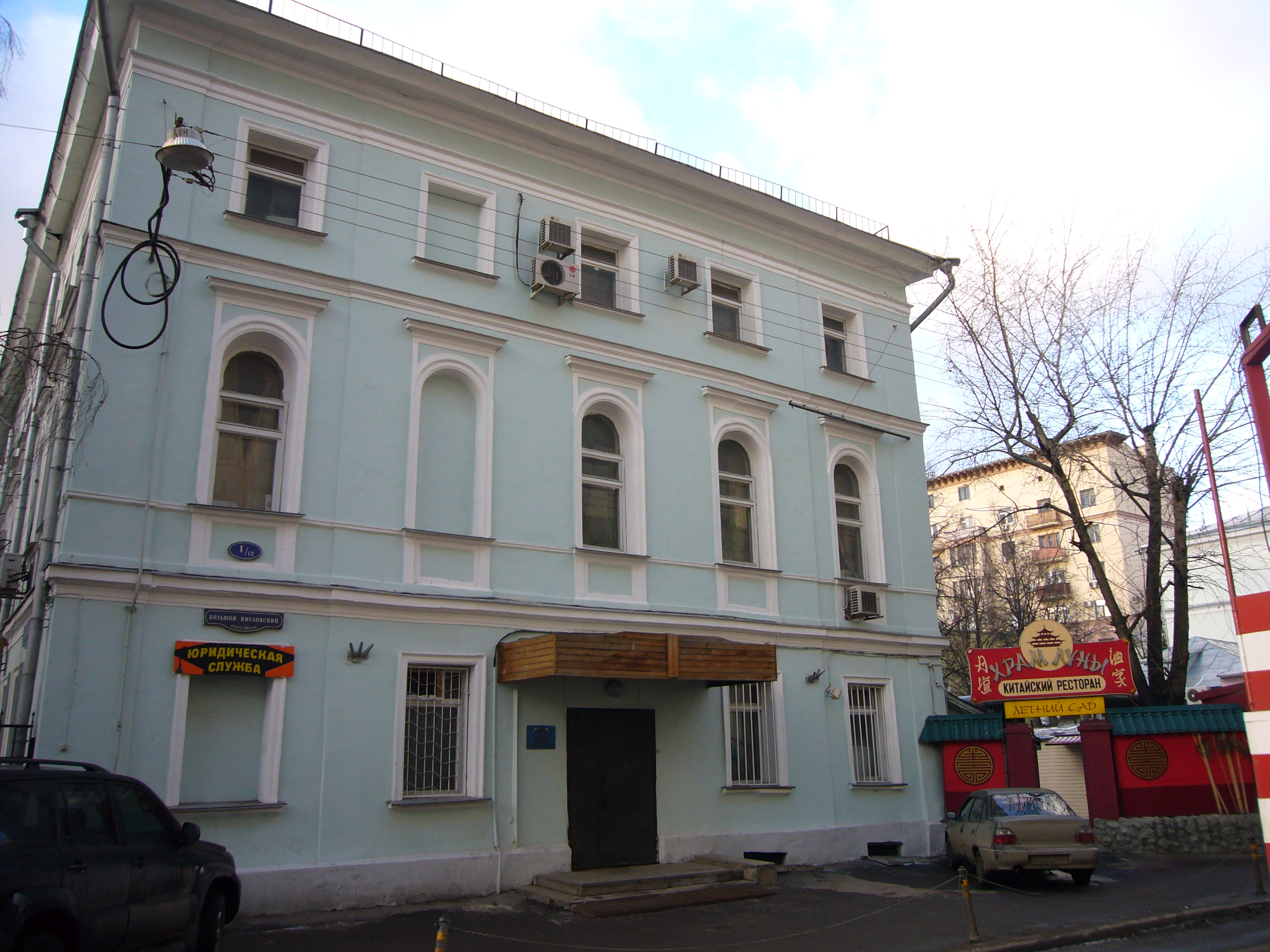
Институт языкознания РАН

- Институт истории материальной культуры РАН
- Институт мировой литературы им. А. М. Горького РАН
- Институт российской истории РАН
  - Поволжский филиал ИРИ РАН
- Институт языкознания РАН
- Институт лингвистических исследований РАН
- Институт русского языка им. В. В. Виноградова РАН
- Институт русской литературы РАН (Пушкинский дом)
- Институт славяноведения РАН
- Институт этнологии и антропологии им. Н. Н. Миклухо-Маклая РАН
- Калмыцкий институт гуманитарных исследований РАН
- Музей антропологии и этнографии им. Петра Великого РАН (Кунсткамера)
- Санкт-Петербургский институт истории РАН

## Региональные отделения

### Дальневосточное отделение РАН

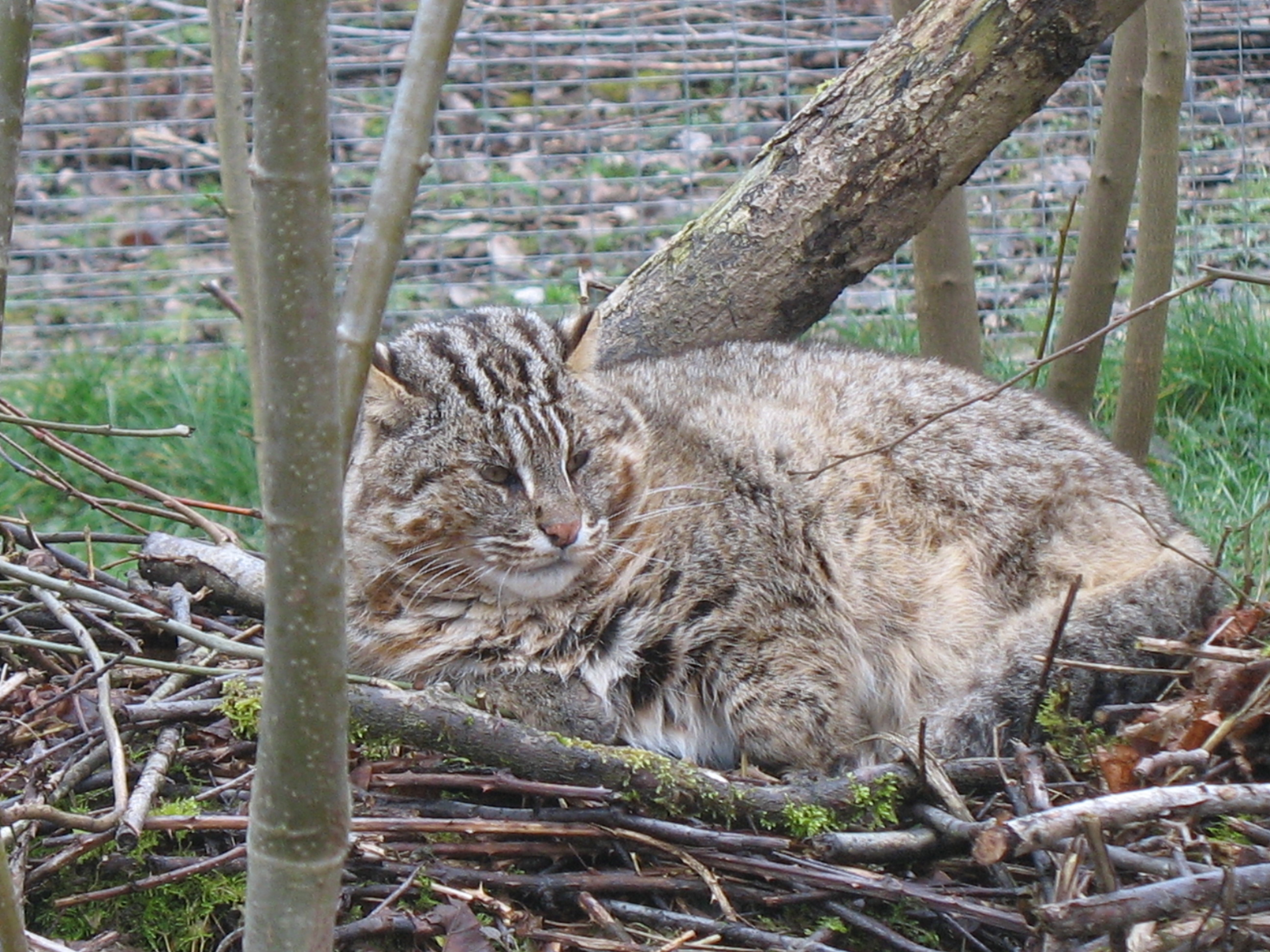
Дальневосточный лесной кот в Уссурийском заповеднике

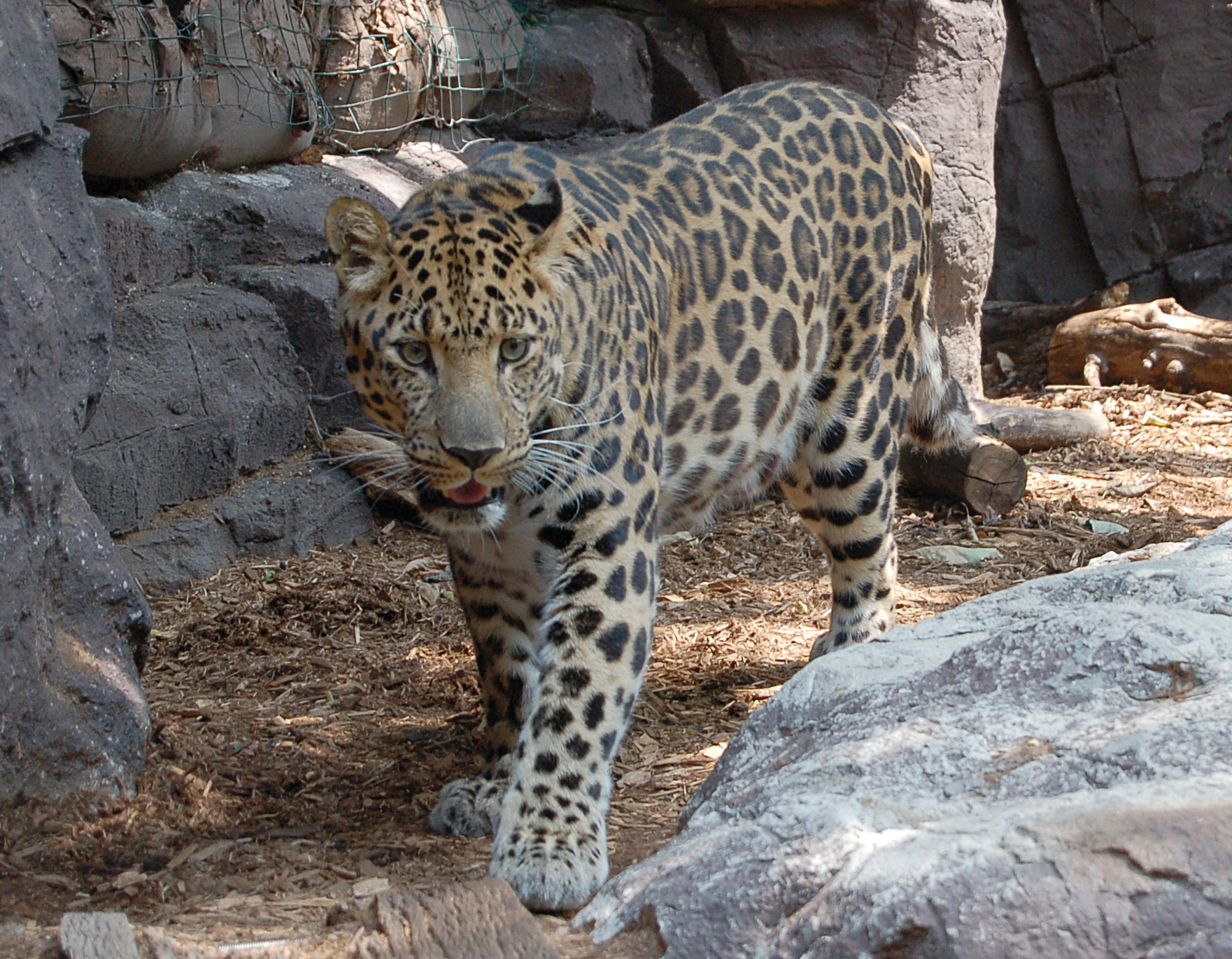
Дальневосточный леопард в заповеднике «Кедровая падь»

#### Амурский научный центр ДВО РАН
- Амурский комплексный научно-исследовательский институт ДВО РАН
- Амурский филиал Ботанического сада-института ДВО РАН
- Институт геологии и природопользования ДВО РАН
- Отделение региональной геологии и гидрогеологии ДВО РАН

#### Камчатский научный центр ДВО РАН
- Институт вулканологии и сейсмологии ДВО РАН
- Институт космофизических исследований и распространения радиоволн ДВО РАН
- Камчатский филиал Тихоокеанского института географии ДВО РАН

#### Приморский научный центр ДВО РАН
- Институт истории, археологии и этнографии народов Дальнего Востока ДВО РАН
- Институт химии ДВО РАН
- Дальневосточный геологический институт ДВО РАН
- Тихоокеанский океанологический институт им. В. И. Ильичева ДВО РАН
- Биолого-почвенный институт ДВО РАН
- Ботанический сад-институт ДВО РАН
- Горнотаёжная станция им. В. Л. Комарова ДВО РАН
- Государственный природный заповедник «Уссурийский имени В. Л. Комарова» ДВО РАН
- Государственный природный заповедник «Кедровая падь» ДВО РАН
- Дальневосточный морской биосферный государственный природный заповедник ДВО РАН
- Институт биологии моря им. А. В. Жирмунского ДВО РАН
- Институт прикладной математики ДВО РАН
  - Хабаровское отделение ИПМ ДВО РАН
- Институт автоматики и процессов управления
- Приморский океанариум ДВО РАН
- Тихоокеанский институт биоорганической химии ДВО РАН
- Тихоокеанский институт географии ДВО РАН
  - Камчатский филиал Тихоокеанского института географии ДВО РАН
- Уссурийская астрофизическая обсерватория ДВО РАН

#### Сахалинский научный центр ДВО РАН
- Институт морской геологии и геофизики ДВО РАН
- Специальное конструкторское бюро средств автоматизации морских исследований ДВО РАН

#### Северо-Восточный научный центр ДВО РАН
- Институт биологических проблем Севера ДВО РАН
- Научно-исследовательский центр «Арктика» ДВО РАН
- Северо-Восточный комплексный научно-исследовательский институт ДВО РАН
  - Чукотский филиал СВКНИИ ДВО РАН

#### Хабаровский научный центр ДВО РАН
- Институт водных и экологических проблем ДВО РАН
- Институт горного дела ДВО РАН
- Вычислительный центр ДВО РАН
- Институт комплексного анализа региональных проблем ДВО РАН
- Институт материаловедения ДВО РАН
- Институт тектоники и геофизики имени Ю. А. Косыгина ДВО РАН
- Институт экономических исследований ДВО РАН
- Хабаровское отделение ИПМ ДВО РАН

### Сибирское отделение РАН
- Алтае-Саянская опытно-методическая сейсмологическая экспедиция СО РАН
  - Бурятский филиал Алтае-Саянской опытно-методической сейсмологической экспедиции СО РАН
- Алтайское экспериментальное сельское хозяйство СО РАН
- Институт водных и экологических проблем СО РАН
- Институт проблем химико-энергетических технологий СО РАН
- Тувинский институт комплексного освоения природных ресурсов СО РАН
- Институт природных ресурсов, экологии и криологии СО РАН
- Институт горного дела им. Н. А. Чинакала СО РАН

#### Бурятский научный центр СО РАН
- Байкальский институт природопользования СО РАН
- Геологический институт СО РАН
- Институт монголоведения, буддологии и тибетологии СО РАН
- Институт общей и экспериментальной биологии СО РАН
- Институт физического материаловедения СО РАН
- Отдел региональных экономических исследований БНЦ СО РАН

#### Иркутский научный центр СО РАН
- Байкальский музей Иркутского НЦ СО РАН
- Байкальский филиал Геофизической службы СО РАН
- Институт географии им. В. Б. Сочавы СО РАН
- Институт геохимии им. А. П. Виноградова СО РАН
- Институт динамики систем и теории управления СО РАН
- Институт земной коры СО РАН
- Институт систем энергетики им. Л. А. Мелентьева СО РАН
- Институт солнечно-земной физики СО РАН
- Иркутский институт химии им. А. Е. Фаворского СО РАН
- Иркутский региональный центр геоинформационных технологий
- Лимнологический институт СО РАН
- Отдел региональных экономических и социальных проблем ИНЦ СО РАН
- Сибирский институт физиологии и биохимии растений СО РАН

#### Кемеровский научный центр СО РАН
- Федеральный исследовательский центр угля и углехимии СО РАН

#### Красноярский научный центр СО РАН

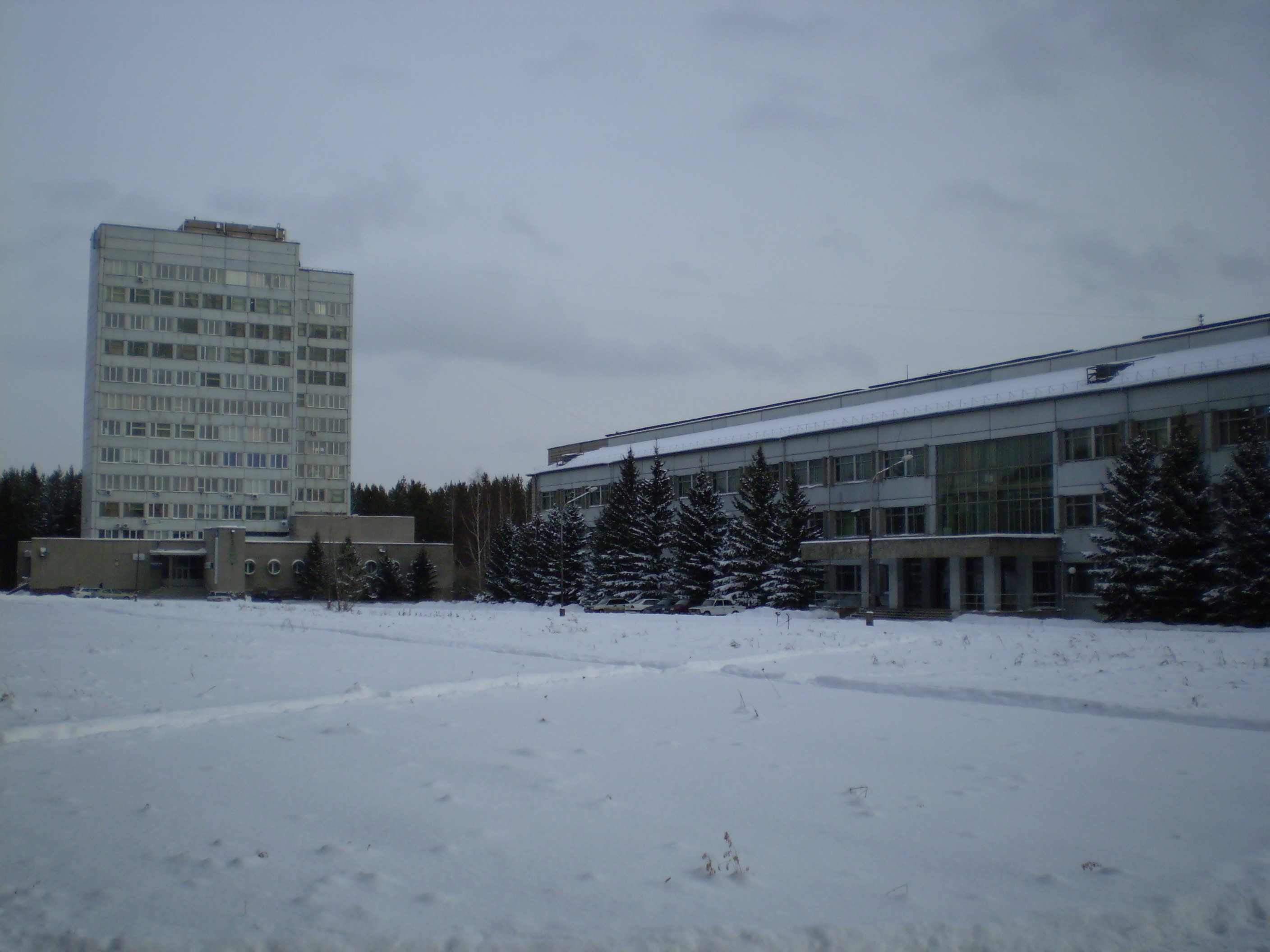
Красноярский научный центр и Институт физики СО РАН

- Геоинформационный центр при Президиуме КНЦ СО РАН
- Институт биофизики СО РАН
- Институт вычислительного моделирования СО РАН
- Институт леса им. В. Н. Сукачёва СО РАН
- Институт физики им. Л. В. Киренского СО РАН
- Институт химии и химической технологии СО РАН
- Международный научный центр исследований экстремальных состояний организма
- Специальное конструкторско-технологическое бюро «Наука» КНЦ СО РАН
- Отдел молекулярной электроники КНЦ СО РАН
- Отдел прогнозирования экономического развития региона КНЦ СО РАН
- Отдел промышленной экологии КНЦ СО РАН
- Отдел радиотехники и электроники КНЦ СО РАН
- Отдел физики нанофазных материалов КНЦ СО РАН

#### Новосибирский научный центр СО РАН
- Геофизическая служба СО РАН

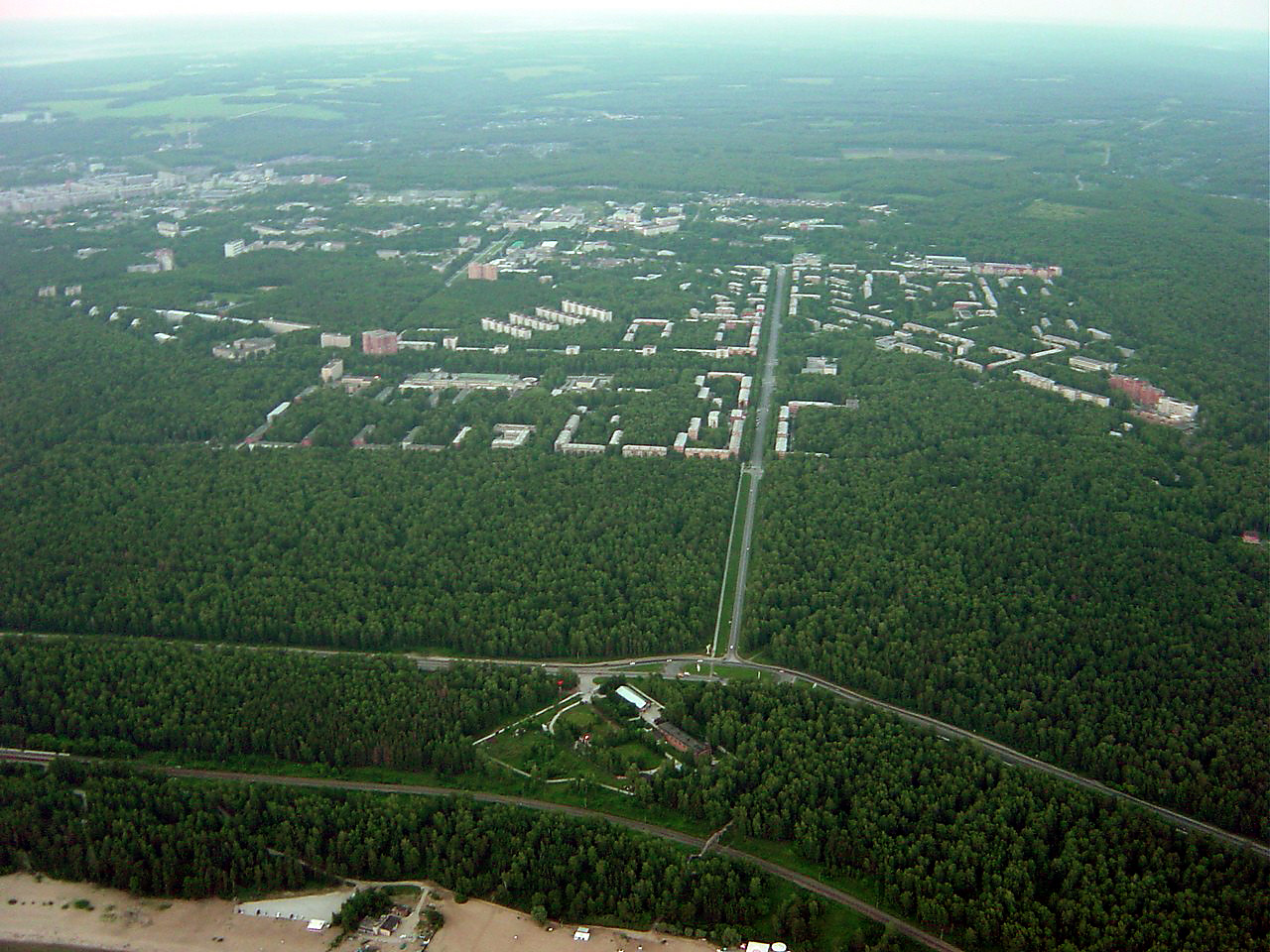
Новосибирский Академгородок

Государственная публичная научно-техническая библиотека СО РАН

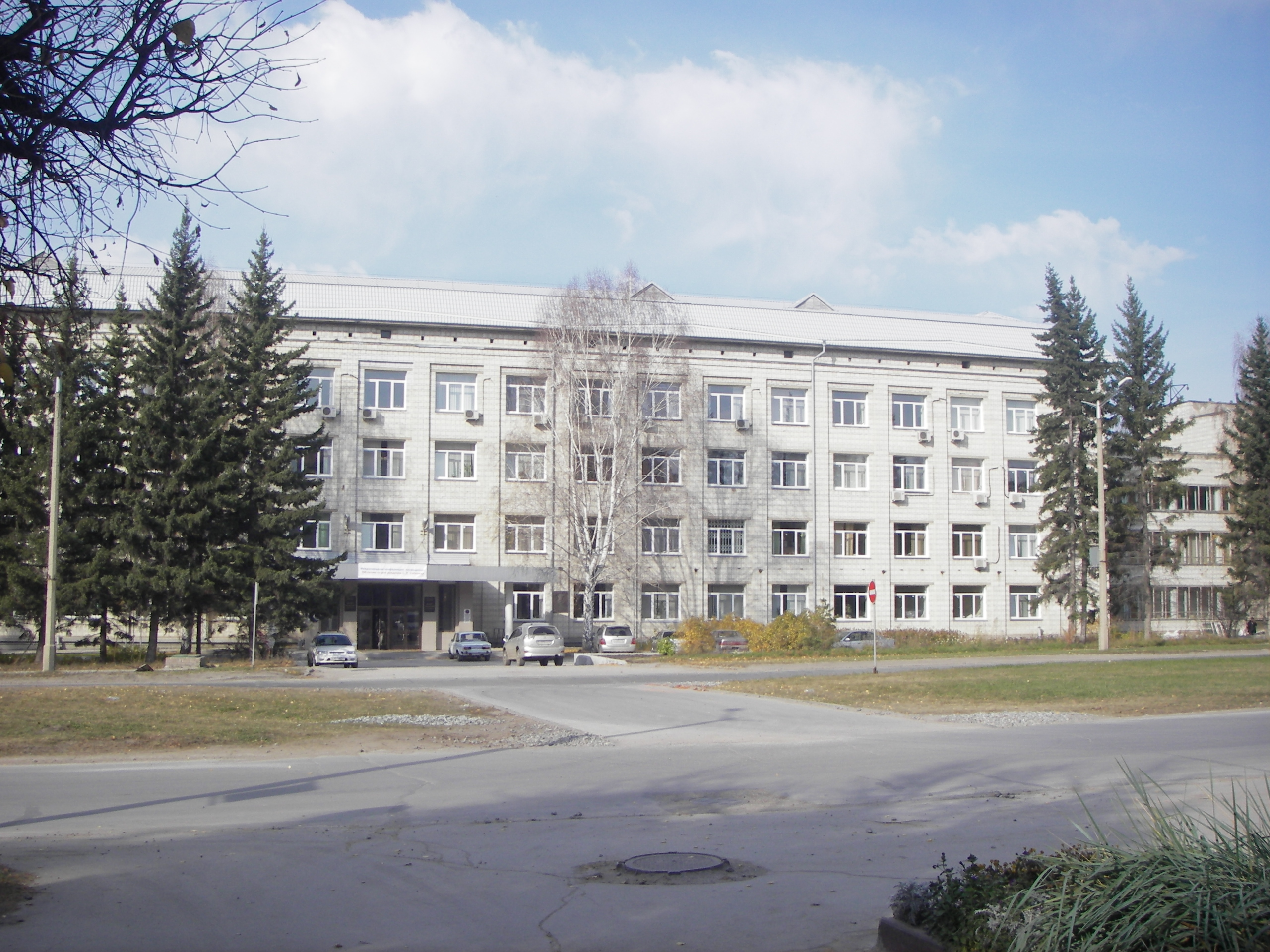
Институт математики СО РАН

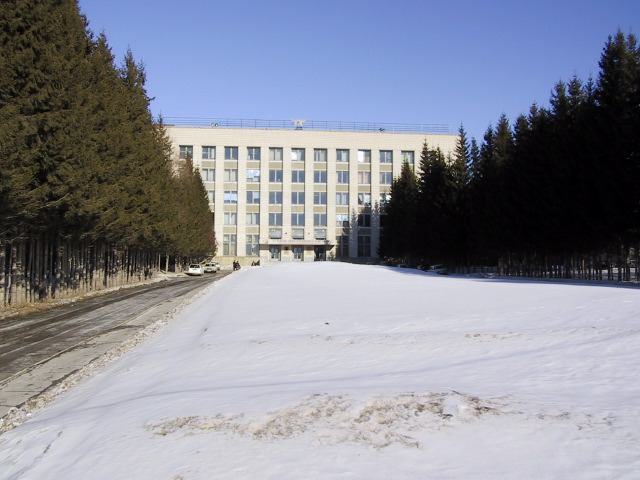
Институт ядерной физики СО РАН

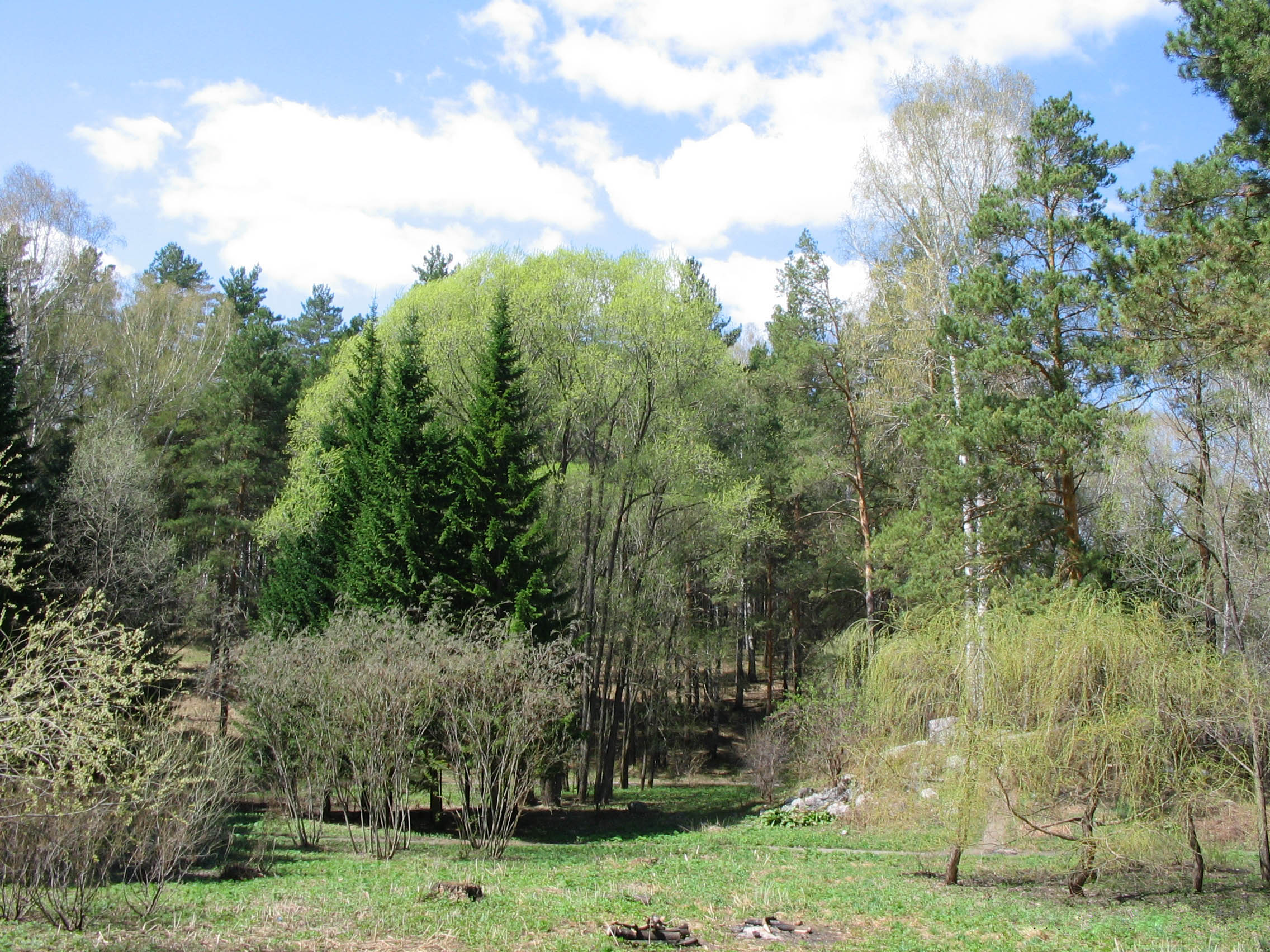
Центральный сибирский ботанический сад СО РАН

  - Якутский филиал Геофизической службы СО РАН
- Государственная публичная научно-техническая библиотека СО РАН
- Институт автоматики и электрометрии СО РАН
- Институт археологии и этнографии СО РАН
- Институт вычислительной математики и математической геофизики СО РАН
- Институт вычислительных технологий СО РАН
- Институт геологии и минералогии им. В. С. Соболева СО РАН
- Институт гидродинамики им. М. А. Лаврентьева СО РАН
- Институт горного дела СО РАН
- Институт истории СО РАН
- Институт катализа им. Г. К. Борескова СО РАН
- Институт лазерной физики СО РАН
- Институт математики им. С. Л. Соболева СО РАН
  - Омский филиал Института математики СО РАН
- Институт неорганической химии им. А. В. Николаева СО РАН
- Институт нефтегазовой геологии и геофизики им. А. А. Трофимука СО РАН
  - Западно-Сибирский филиал Института нефтегазовой геологии и геофизики СО РАН
  - Томский филиал Института нефтегазовой геологии и геофизики СО РАН
- Институт почвоведения и агрохимии СО РАН
- Институт систем информатики им. А. П. Ершова СО РАН
- Институт систематики и экологии животных СО РАН
- Институт теоретической и прикладной механики им. С. А. Христиановича СО РАН
- Институт теплофизики им. С. С. Кутателадзе СО РАН
- Институт физики полупроводников им. А. В. Ржанова СО РАН
  - Конструкторско-технологический институт прикладной микроэлектроники СО РАН
- Институт филологии СО РАН
- Институт философии и права СО РАН
- Институт химии твердого тела и механохимии СО РАН
- Институт химической биологии и фундаментальной медицины СО РАН
- Институт химической кинетики и горения СО РАН
- Институт цитологии и генетики СО РАН
- Институт экономики и организации промышленного производства СО РАН
  - Экономическая лаборатория ИЭОПП СО РАН
- Институт ядерной физики им. Г. И. Будкера СО РАН
  - Филиал Института ядерной физики СО РАН в г. Протвино
- Западно-Сибирский филиал Института леса СО РАН
- Конструкторско-технологический институт вычислительной техники СО РАН
- Конструкторско-технологический институт научного приборостроения СО РАН
- Конструкторско-технологический филиал Института гидродинамики СО РАН
- Международный томографический центр СО РАН
- Музей истории культуры народов Сибири и Дальнего Востока
- Музей СО РАН
- Научно-инженерный центр «Цеосит»
- Новосибирский институт органической химии им. Н. Н. Ворожцова СО РАН
- Новосибирский региональный центр геоинформационных технологий
- Новосибирский филиал института водных и экологических проблем СО РАН
- Объединённый институт катализа СО РАН
- Центральный сибирский ботанический сад СО РАН
  - Алтайский филиал Центрального сибирского ботанического сада СО РАН
  - Читинский филиал Центрального сибирского ботанического сада СО РАН
- Центральный сибирский геологический музей
- Экспериментальный научно-технологический учебный центр

#### Омский научный центр СО РАН
- Институт проблем переработки углеводородов СО РАН
- Омский филиал Института математики СО РАН
- Экономическая лаборатория ИЭОПП СО РАН

#### Томский научный центр СО РАН
- Институт химии нефти СО РАН
- Институт мониторинга климатических и экологических систем СО РАН
- Институт оптики атмосферы им. В. Е. Зуева СО РАН
- Институт сильноточной электроники СО РАН
- Институт физики прочности и материаловедения СО РАН
- Отдел проблем информатизации ТНЦ СО РАН
- Отдел структурной макрокинетики ТНЦ СО РАН
- Томский филиал Института нефтегазовой геологии и геофизики СО РАН

#### Тюменский научный центр СО РАН
- Институт криосферы Земли СО РАН
- Институт проблем освоения Севера СО РАН
- Тюменский филиал Института теоретической и прикладной механики СО РАН
- Западно-Сибирский филиал Института нефтегазовой геологии и геофизики СО РАН

#### Якутский научный центр СО РАН
- Институт геологии алмаза и благородных металлов СО РАН
- Институт биологических проблем криолитозоны СО РАН
- Институт горного дела Севера им. Н. В. Черского СО РАН
- Институт гуманитарных исследований и проблем малочисленных народов Севера СО РАН
- Институт космофизических исследований и аэрономии им. Ю. Г. Шафера СО РАН
- Институт мерзлотоведения им. П. И. Мельникова СО РАН
- Институт физико-технических проблем Севера им. В. П. Ларионова СО РАН
  - Институт неметаллических материалов СО РАН
  - Институт проблем нефти и газа СО РАН
- Якутский филиал Геофизической службы СО РАН

### Уральское отделение РАН
- Ботанический сад УрО РАН
- Институт геофизики УрО РАН
- Институт горного дела УрО РАН

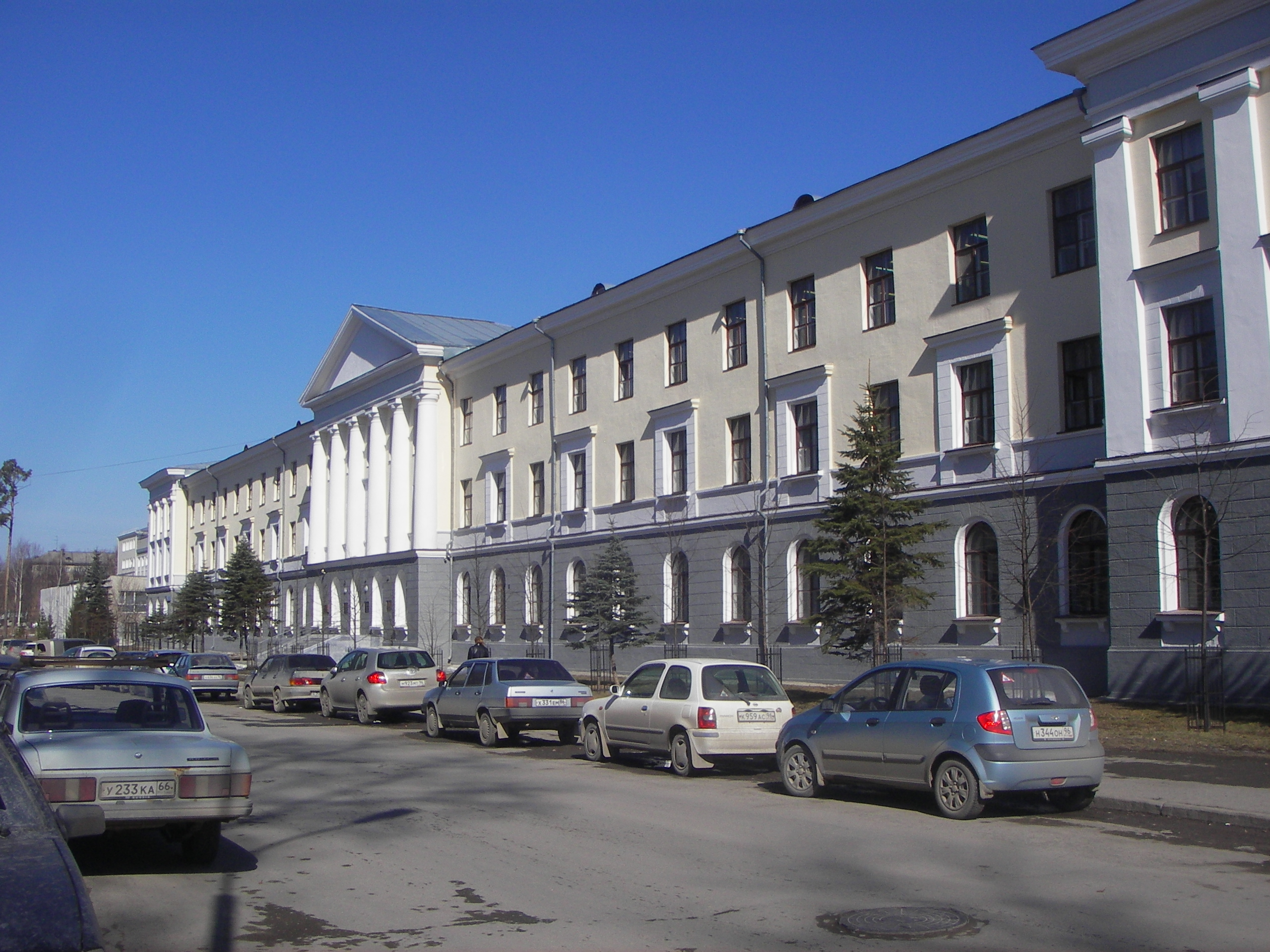
Институт физики металлов УрО РАН

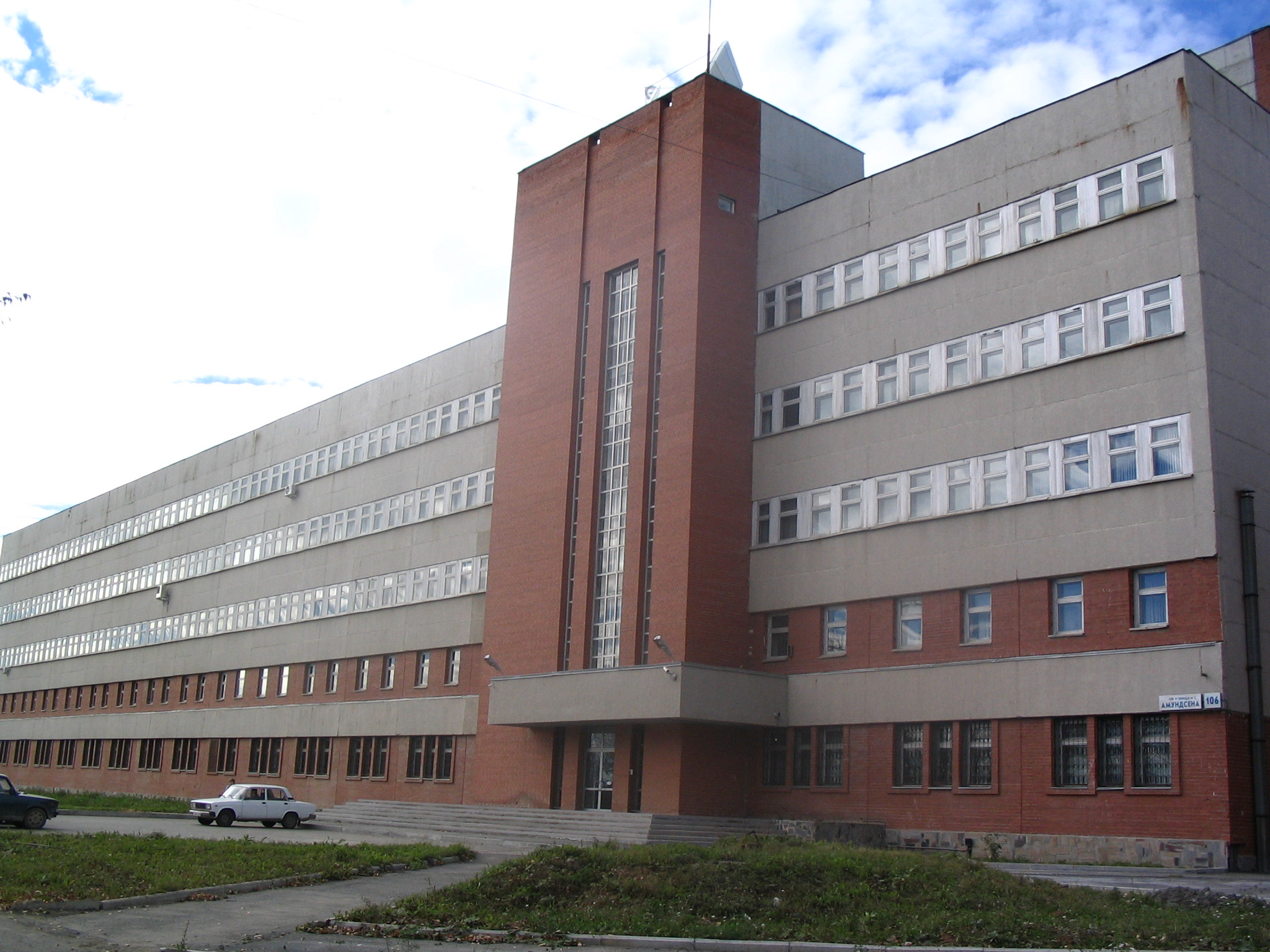
Институт электрофизики УрО РАН

- Институт иммунологии и физиологии УрО РАН
- Институт истории и археологии УрО РАН
  - Южно-Уральский отдел Института истории и археологии УрО РАН
- Институт геологии и геохимии им. А. Н. Заварицкого УрО РАН
- Институт высокотемпературной электрохимии УрО РАН
- Институт математики и механики УрО РАН
- Институт машиноведения УрО РАН
- Институт металлургии УрО РАН
  - Челябинский филиал Института металлургии УрО РАН
- Институт органического синтеза им. И. Я. Постовского УрО РАН
- Институт промышленной экологии УРО РАН
- Институт физики металлов УрО РАН
- Институт физиологии природных адаптаций УрО РАН
- Институт философии и права УрО РАН
- Институт химии твердого тела УрО РАН
  - Лаборатория проблем неорганического материаловедения ИХТТ УрО РАН
- Институт экологии растений и животных УрО РАН
- Институт экономики УрО РАН
  - Архангельский филиал Института экономики УрО РАН
  - Оренбургская лаборатория Института экономики УрО РАН
  - Пермский филиал Института экономики УрО РАН
  - Удмуртский филиал Института экономики УрО РАН
  - Челябинский филиал Института экономики УрО РАН
- Институт электрофизики УрО РАН
- Научно-инженерный центр «Надёжность и ресурс больших систем машин» УрО РАН
- Специальное конструкторское бюро научного приборостроения УрО РАН
- Центральная научная библиотека УрО РАН
- Екатеринбургский филиал Института экологии и генетики микроорганизмов Пермского НЦ УрО РАН

#### Архангельский научный центр УрО РАН
- Институт экологических проблем Севера УРО РАН
- Архангельский филиал Института экономики УрО РАН

#### Коми научный центр УрО РАН
- Институт геологии Коми НЦ УрО РАН
- Институт социально-экономических и энергетических проблем Севера Коми НЦ УрО РАН
- Институт биологии Коми НЦ УрО РАН
- Институт физиологии Коми НЦ УрО РАН
  - Екатеринбургский филиал Института физиологии Коми НЦ УрО РАН
- Институт химии Коми НЦ УрО РАН
- Институт языка, литературы и истории Коми НЦ УрО РАН

#### Оренбургский научный центр УрО РАН
- Институт клеточного и внутриклеточного симбиоза Оренбургского НЦ УрО РАН
- Институт степи УрО РАН
- Оренбургский научно-координационный совет УрО РАН
- Оренбургская лаборатория Института экономики УрО РАН
- Лаборатория биотехнических систем Института прикладной механики УрО РАН
- Отдел оптимизации природопользования и охраны геологической среды ГИ УрО РАН

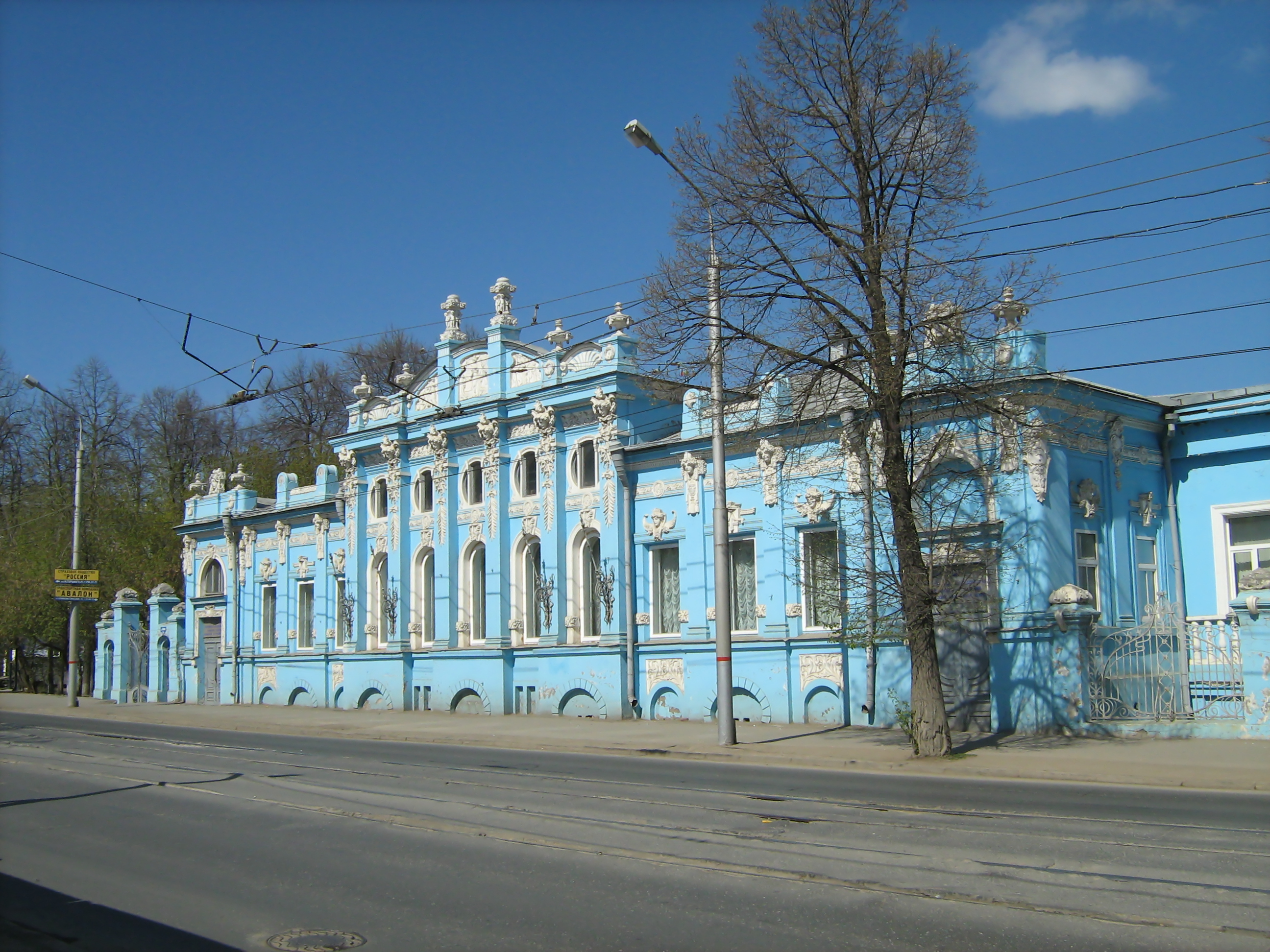
Пермский научный центр УрО РАН

#### Пермский научный центр УрО РАН
- Горный институт Пермского НЦ УрО РАН
  - Отдел оптимизации природопользования и охраны геологической среды ГИ УрО РАН
- Институт технической химии УрО РАН
- Институт экологии и генетики микроорганизмов Пермского НЦ УрО РАН
  - Екатеринбургский филиал Института экологии и генетики микроорганизмов Пермского НЦ УрО РАН
- Лаборатория проблем неорганического материаловедения ИХТТ УрО РАН
- Пермский филиал Института экономики УрО РАН

#### Удмуртский научный центр УрО РАН
- Удмуртский институт истории, языка и литературы УрО РАН
- Физико-технический институт Удмуртского НЦ УрО РАН
- Удмуртский филиал Института экономики УрО РАН

#### Челябинский научный центр УрО РАН
- Ильменский государственный заповедник им. В. И. Ленина УрО РАН
- Институт минералогии УрО РАН
- Отдел информационных технологий ЧНЦ УрО РАН
- Отдел алгоритмической топологии ИММ УрО РАН
- Челябинский филиал Института экономики УрО РАН
- Челябинский филиал Института металлургии УрО РАН
- Южно-Уральский отдел Института истории и археологии УрО РАН

## Региональные научные центры

### Владикавказский научный центр РАН
Владикавказский научный центр РАН и Правительства Республики Северная Осетия — Алания
- Южный математический институт ВНЦ РАН и РСО-А
- Институт биомедицинских исследований ВНЦ РАН и РСО-А
- Центр геофизических исследований ВНЦ РАН и РСО-А
- Северо-Осетинский институт гуманитарных и социальных исследований им. В. И. Абаева ВНЦ РАН и РСО-А
- Центр скифо-аланских исследований имени В. И. Абаева ВНЦ РАН и РСО-А
- Северо-Кавказское отделение Института геологии рудных месторождений, петрографии, минералогии и геохимии РАН
- Северо-Осетинский филиал Геофизической службы РАН
- Владикавказское отделение Института земного магнетизма, ионосферы и распространения радиоволн им. Н. В. Пушкова РАН

### Дагестанский научный центр РАН
- Институт геологии ДНЦ РАН
- Институт истории, археологии и этнографии ДНЦ РАН
- Институт языка, литературы и искусства им. Г. Цадасы ДНЦ РАН
- Горный ботанический сад ДНЦ РАН
- Институт проблем геотермии ДНЦ РАН
- Институт социально-экономических исследований ДНЦ РАН
- Институт физики им. Х. И. Амирханова ДНЦ РАН
- Прикаспийский институт биологических ресурсов ДНЦ РАН
- Региональный центр этнополитических исследований ДНЦ РАН

### Кабардино-Балкарский научный центр РАН
- Институт гуманитарных исследований Правительства Кабардино-Балкарской Республики и КБНЦ РАН
- Институт информатики и проблем регионального управления КБНЦ РАН
- Институт экологии горных территорий КБНЦ РАН
- Научно-исследовательский институт прикладной математики и автоматизации КБНЦ РАН

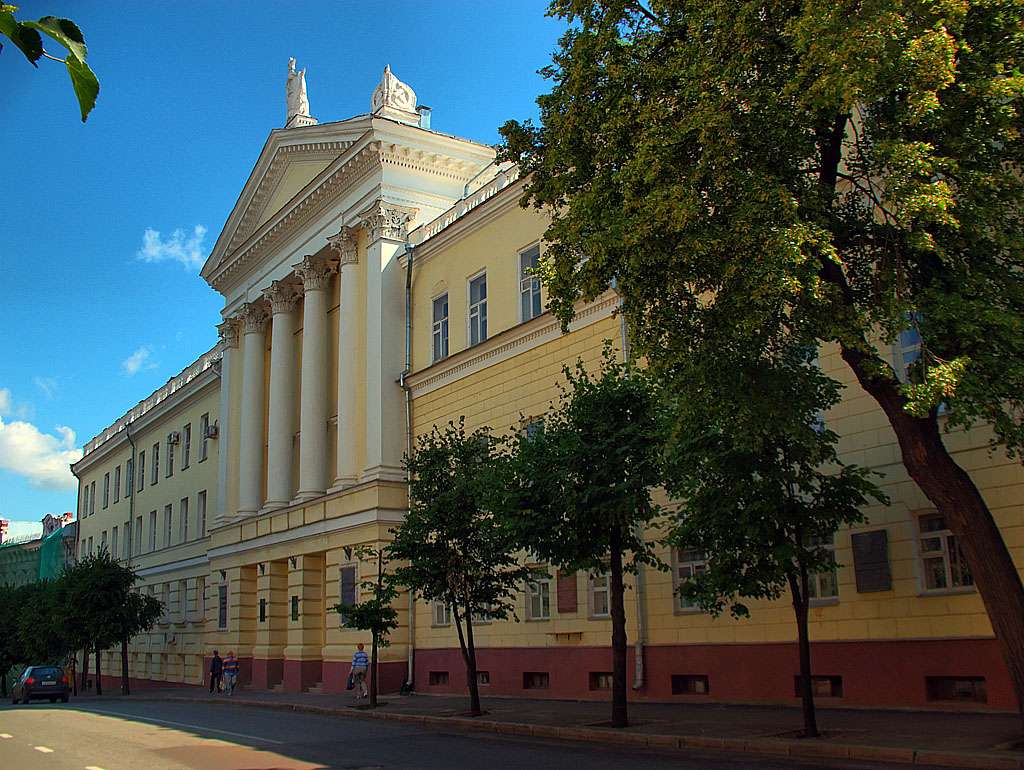
Казанский научный центр РАН

### Казанский научный центр РАН
- Институт органической и физической химии им. А. Е. Арбузова КазНЦ РАН (ОХНМ)
- Институт механики и машиностроения КазНЦ РАН (ОЭММПУ)
- Казанский институт биохимии и биофизики КазНЦ РАН (ОБН)
- Казанский физико-технический институт им. Е. К. Завойского РАН (ОФН)

### Карельский научный центр РАН
- Институт биологии КарНЦ РАН
- Институт водных проблем Севера КарНЦ РАН
- Институт геологии КарНЦ РАН
- Институт леса КарНЦ РАН
- Институт прикладных математических исследований КарНЦ РАН
- Институт экономики КарНЦ РАН
- Институт языка, литературы и истории КарНЦ РАН

### Кольский научный центр РАН
- Геологический институт КНЦ РАН
- Горный институт КНЦ РАН
- Институт информатики и математического моделирования технологических процессов КНЦ РАН
- Институт химии и технологии редких элементов и минерального сырья им. И. В. Тананаева КНЦ РАН
- Институт проблем промышленной экологии Севера КНЦ РАН
- Институт экономических проблем им. Г. П. Лузина КНЦ РАН
- Кольский региональный сейсмологический центр РАН
- Мурманский морской биологический институт КНЦ РАН
- Полярно-альпийский ботанический сад-институт им. Н. А. Аврорина КНЦ РАН
- Полярный геофизический институт КНЦ РАН

### Научный центр в Черноголовке РАН
- Институт экспериментальной минералогии РАН (ОНЗ)
- Институт проблем химической физики (ОХНМ)
- Институт физиологически активных веществ РАН (ОХНМ)
- Институт теоретической физики им. Л. Д. Ландау РАН (ОФН)
- Институт физики твердого тела РАН (ОФН)
- Филиал ИНЭПХФ РАН в Черноголовке

### Нижегородский научный центр РАН
- Институт прикладной физики РАН
- Институт физики микроструктур РАН
- Институт металлоорганической химии им. Г. А. Разуваева РАН
- Институт химии высокочистых веществ им. Г. Г. Девятых РАН

### Пущинский научный центр РАН
- Институт белка РАН (ОБН)
- Институт биологического приборостроения РАН (ОБН)
- Институт биофизики клетки РАН (ОБН)
- Институт биохимии и физиологии микроорганизмов им. Г. К. Скрябина РАН (ОБН)
- Институт математических проблем биологии РАН (ОМН, ОБН)
- Институт теоретической и экспериментальной биофизики РАН (ОБН)
- Институт фундаментальных проблем биологии РАН (ОБН)
- Пущинская радиоастрономическая обсерватория (АКЦ ФИАН)

### Самарский научный центр РАН
- Институт проблем управления сложными системами РАН (ОЭММПУ)
- Институт систем обработки изображений РАН (ОНИТ)
- Институт экологии Волжского бассейна РАН (ОБН)
- Волжский филиал ИМЕТ РАН
- Самарский филиал ФИАН

### Санкт-Петербургский научный центр РАН
- Ботанический институт им. В. Л. Комарова РАН (ОБН)
- Главная астрономическая обсерватория РАН (ОФН)
- Зоологический институт РАН (ОБН)
- Институт аналитического приборостроения РАН (ОНИТ)
- Институт высокомолекулярных соединений РАН (ОХНМ)
- Институт геологии и геохронологии докембрия РАН (ОНЗ)
- Институт истории материальной культуры РАН (ОИФН)
- Институт лингвистических исследований РАН (ОИФН)
- Институт мозга человека им. Н. П. Бехтеревой РАН (ОБН)
- Институт озероведения РАН (ОНЗ)
- Институт прикладной астрономии РАН (ОФН)
- Институт проблем машиноведения РАН (ОЭММПУ)
- Институт проблем региональной экономики РАН (ООН РАН)
- Институт проблем транспорта им. Н. С. Соломенко РАН (ОЭММПУ)
- Институт русской литературы РАН (Пушкинский дом) (ОИФН)
- Институт физиологии им. И. П. Павлова РАН (ОБН)
- Институт химии силикатов им. И. В. Гребенщикова РАН (ОХНМ)
- Институт цитологии РАН (ОБН)
- Институт эволюционной физиологии и биохимии им. И. М. Сеченова РАН (ОБН)
- Музей антропологии и этнографии им. Петра Великого РАН (Кунсткамера) (ОИФН)
- Санкт-Петербургский институт информатики и автоматизации РАН (ОНИТ)
- Санкт-Петербургский институт истории РАН
- Санкт-Петербургский филиал Института общей генетики им. Н. И. Вавилова РАН (ИОГЕН)
- Санкт-Петербургский экономико-математический институт РАН (ООН РАН)
- Санкт-Петербургское отделение Математического института им. В. А. Стеклова РАН (ОМН РАН)
- Физико-технический институт им. А. Ф. Иоффе РАН (ОФН)
- Отдел электроэнергетических проблем РАН
- Санкт-Петербургский филиал Архива РАН
- Санкт-Петербургский филиал ИЗМИРАН
- Санкт-Петербургский филиал ИИЕТ РАН
- Санкт-Петербургский филиал ИК им. Г. К. Борескова СО РАН
- Санкт-Петербургский филиал ИО им. П. П. Ширшова РАН
- Санкт-Петербургский филиал ИСЕПН РАН
- Санкт-Петербургское отделение ГИПРОНИИ
- Санкт-Петербургское отделение Института геоэкологии им. Е. М. Сергеева РАН

### Саратовский научный центр РАН
- Институт проблем точной механики и управления РАН (ОЭММПУ)
- Институт биохимии и физиологии растений и микроорганизмов РАН (ОБН)
- Саратовский отдел ИНХС РАН)
- Саратовский филиал ИРЭ РАН)

### Троицкий научный центр РАН
- Троицкий филиал ОКБ Физического института им. П. Н. Лебедева РАН
- Институт земного магнетизма, ионосферы и распространения радиоволн им. Н. В. Пушкова РАН (ОФН)
- Институт спектроскопии РАН (ОФН)
- Институт физики высоких давлений им. Л. Ф. Верещагина РАН (ОФН)
- Институт ядерных исследований РАН (ОФН)
- Физический институт им. П. Н. Лебедева РАН (ОФН)
- Центр геоэлектромагнитных исследований Института физики Земли им. О. Ю. Шмидта РАН (ИФЗ РАН)
- Центр физического приборостроения Института общей физики им. А. М. Прохорова РАН (ИОФАН)
- Отделение перспективных лазерных технологий ИПЛИТ РАН

### Уфимский научный центр РАН
- Институт геологии УНЦ РАН
- Институт истории, языка и литературы УФИЦ РАН
- Институт этнологических исследований УФИЦ РАН
- Южно-Уральский ботанический сад-институт УФИЦ РАН
- Уфимский институт биологии
- Институт биохимии и генетики УФИЦ РАН
- Институт социально-экономических исследований УФИЦ РАН
- Институт физики молекул и кристаллов УФИЦ РАН
- Институт органической химии УФИЦ РАН (ОХНМ)
- Институт проблем сверхпластичности металлов РАН (ОЭММПУ)
- Институт математики с вычислительным центром Уфимского научного центра РАН (ОМН РАН)

### Южный научный центр РАН
- Комплексный научно-исследовательский институт ЮНЦ РАН
- Сочинский научно-исследовательский центр РАН
- Калмыцкий институт гуманитарных исследований РАН (ОИФН)

## Научные организации при Президиуме РАН
- Всероссийский институт научной и технической информации РАН
  - Производственно-издательский комбинат ВИНИТИ РАН
- Головной проектный и научно-исследовательский институт РАН
  - Отделение научно-исследовательских работ ГИПРОНИИ РАН
  - Проектная организация «ГИПРОНИИ» ННЦ СО РАН
  - Дальневосточное отделение ГИПРОНИИ РАН
  - Санкт-Петербургское отделение ГИПРОНИИ РАН
- Государственный южный научно-исследовательский полигон РАН
- Институт истории естествознания и техники им. С. И. Вавилова РАН
  - Санкт-Петербургский филиал ИИЕТ РАН
- Институт нанотехнологий микроэлектроники РАН
- Институт научной информации по общественным наукам РАН
- Институт проблем развития науки РАН
- Комплексный научно-исследовательский институт РАН
- Межведомственный суперкомпьютерный центр РАН
  - Санкт-Петербургский филиал МСЦ РАН
- Межведомственный центр аналитических исследований в области физики, химии и биологии РАН
- Центр исследования проблем безопасности РАН
- Библиотека по естественным наукам РАН
- Библиотека Российской академии наук

## Кластеры ФАНО
В 2014—2015 годах ФАНО России структурировало 632 научные организации на 29 кластеров. Подробнее на Федеральное агентство научных организаций.